# Biserica de lemn din Câmpuri de Sus

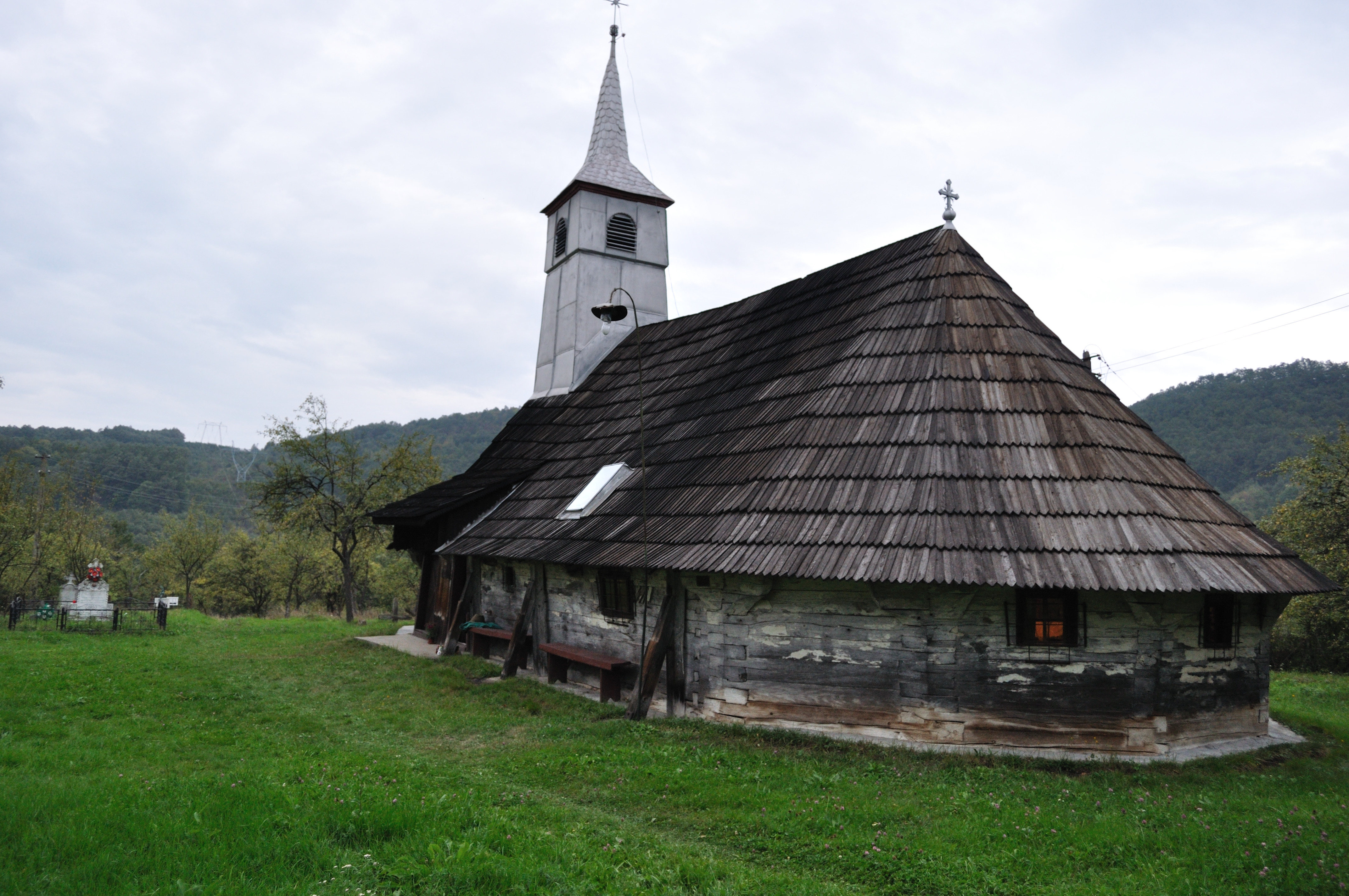
Biserica de lemn „Sfinții Arhangheli” din Câmpuri de Sus, județul Hunedoara, foto: septembrie 2010.

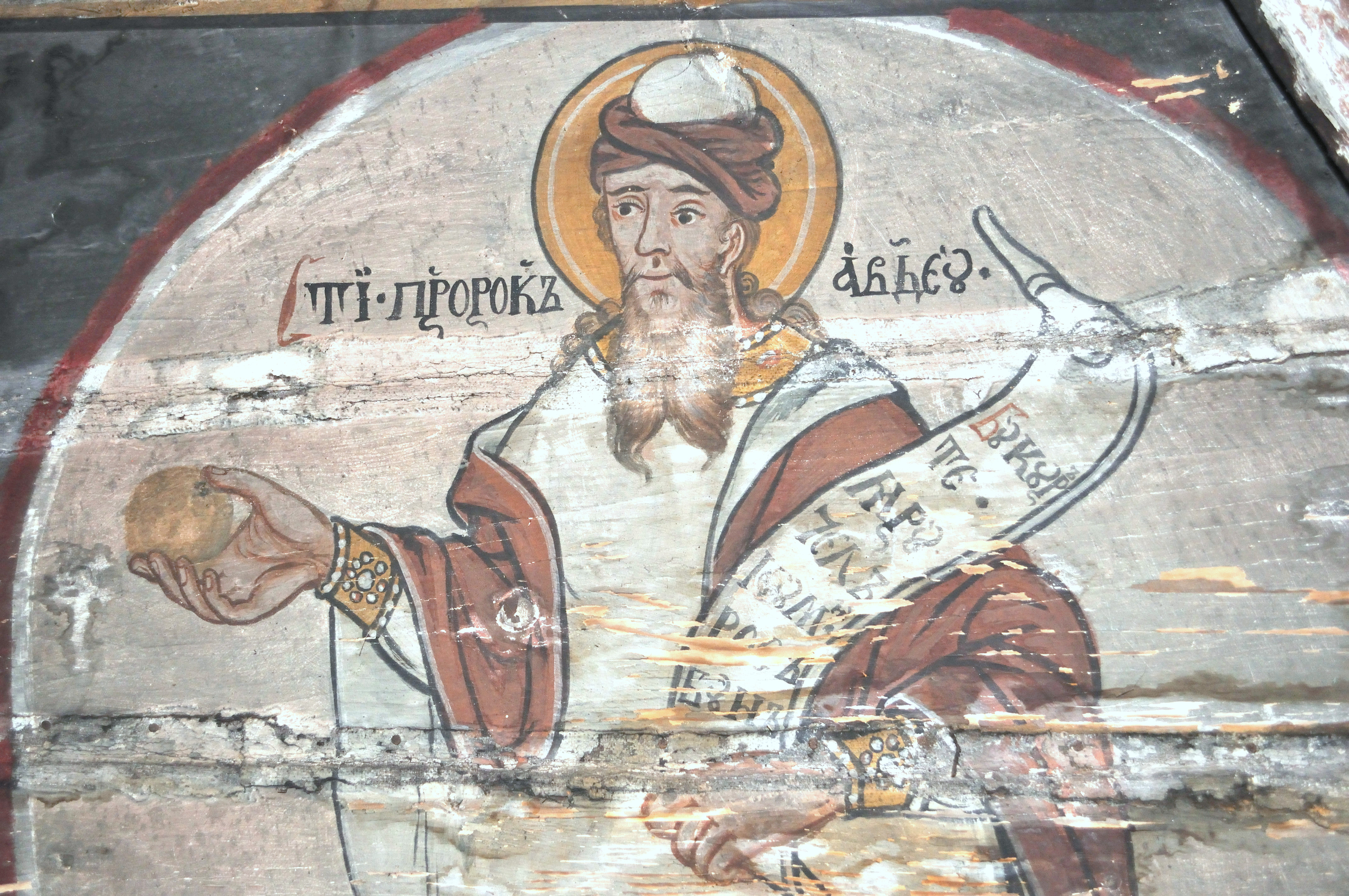

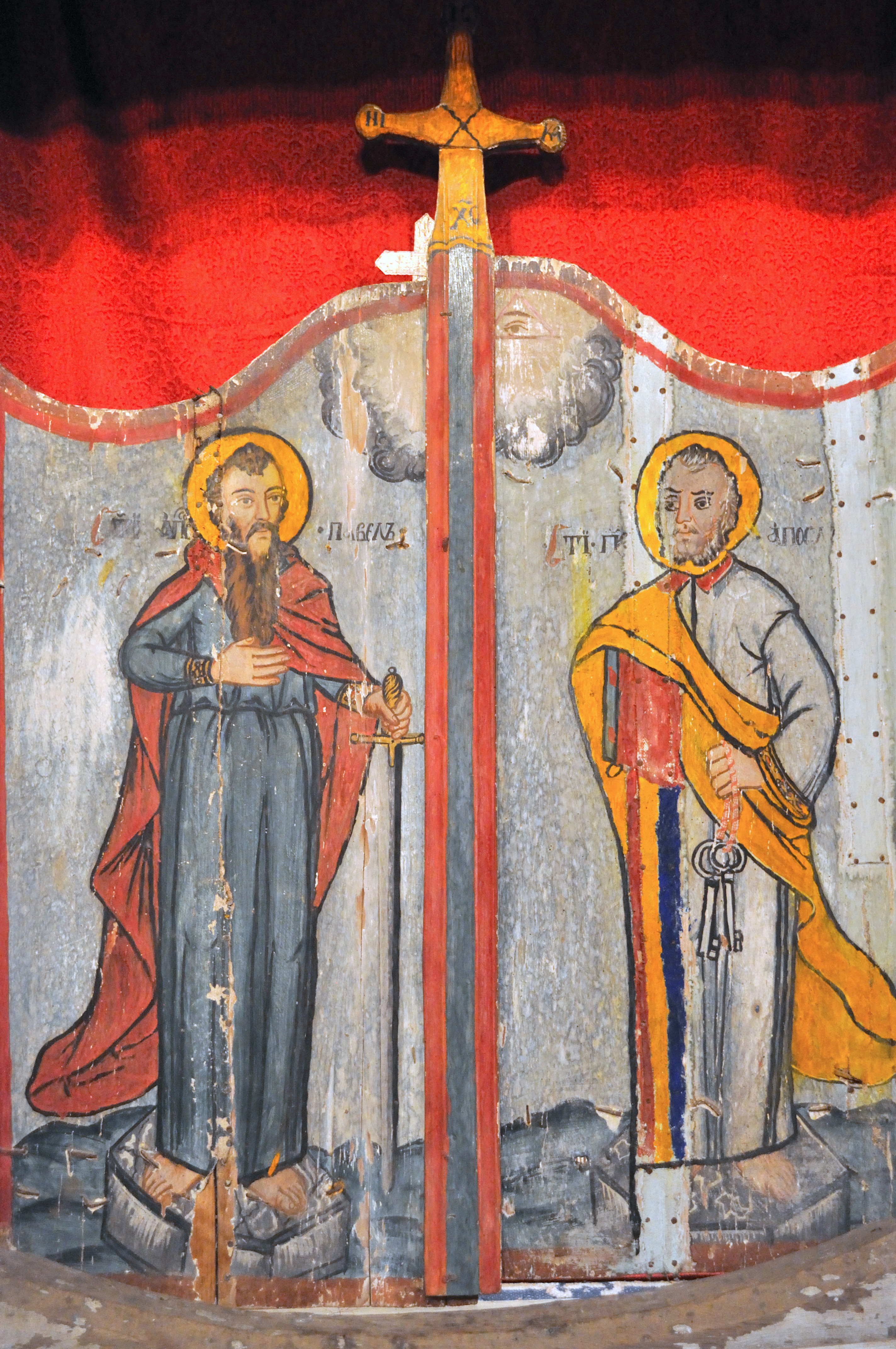
Ușile împărătești

Biserica de lemn din Câmpuri de Sus, comuna Gurasada, județul Hunedoara a fost ridicată în secolul XVIII. Are hramul „Sfinții Arhangheli”. În ciuda vechimii sale și a măiestriei lucrului în lemn biserica nu se află pe noua listă a monumentelor istorice.

## Istoric și trăsături
Satul Câmpuri de Sus, veche așezare românească, atestată documentar în 1292 aparține de comuna Gurasada. Este un sat de tip tentacular risipit care nu mai are decât câteva zeci de locuitori. Relieful este destul de accidentat, cu dealuri bine împădurite și văi înguste.
Biserica de lemn a fost construită în secolul XVIII din bârne masive de stejar îmbinate în cheotori. Este menționată doar pe harta iosefină a Transilvaniei (1769-1773) și în tabelele conscripției din anii 1829-1831. Aspectul actual se datorează amplei renovări din 1784, an în care acoperișul a fost modificat, iar peste pronaos și-a făcut apariția turnul-clopotniță suplu, cu foișor din scânduri și fleșă ascuțită, ambele învelite, în prezent, în tablă; la acoperișul propriu-zis s-a păstrat învelitoarea clasică de șiță, reînnoită, ultima oară, în 2006. Având pereții ridicați direct pe pământ, edificiul, de mari dimensiuni, înfățișează planul dreptunghiular arhaic, cu terminațiile pentagonale ale altarului și ale pronaosului nedecroșate. Accesul în sfântul lăcaș se realizează prin două uși, amplasate pe latura sudică. 
În a doua jumătate a secolului al XVIII-lea, obștea ortodoxă a tocmit un zugrav pentru împodobirea pereților. Deși pisania de deasupra ușii naosului s-a curățat, analogiile dintre acest decor iconografic și cele păstrate la interiorul bisericilor din Valea Lungă și Dumbrăvița dezvăluie o paternitate comună. Pictura, de foarte bună calitate artistică, a fost realizată în două etape: prima datează din secolul XVIII și înfățișează în medalioane rotunde chipurile Sfinților Prooroci, pictați pe pereții naosului, ușile împărătești datează din aceeași perioadă; a doua etapă datează din secolul XIX, o parte din pictura catapetesmei, unde este reprezentat Iisus judecător, înconjurat de Sfinții Ierarhi. Spălat pe alocuri de ploi, acest veșmânt pictural a fost supus, în anul 1922, intervenției neinspirate a zugravului local Lăpiță Lupaș, alterându-i-se, prin urmare, farmecul inițial.

## Imagini din interior

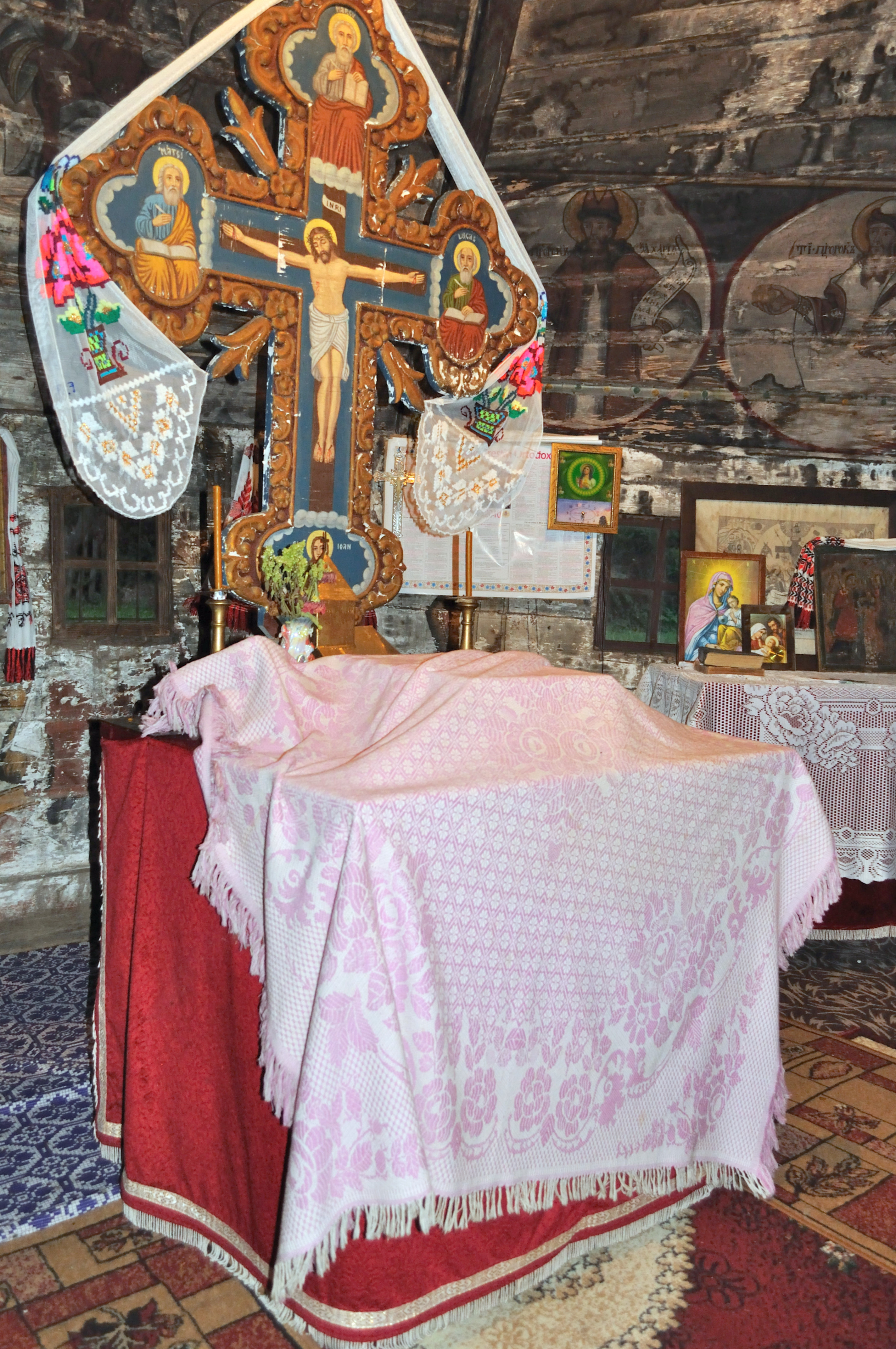
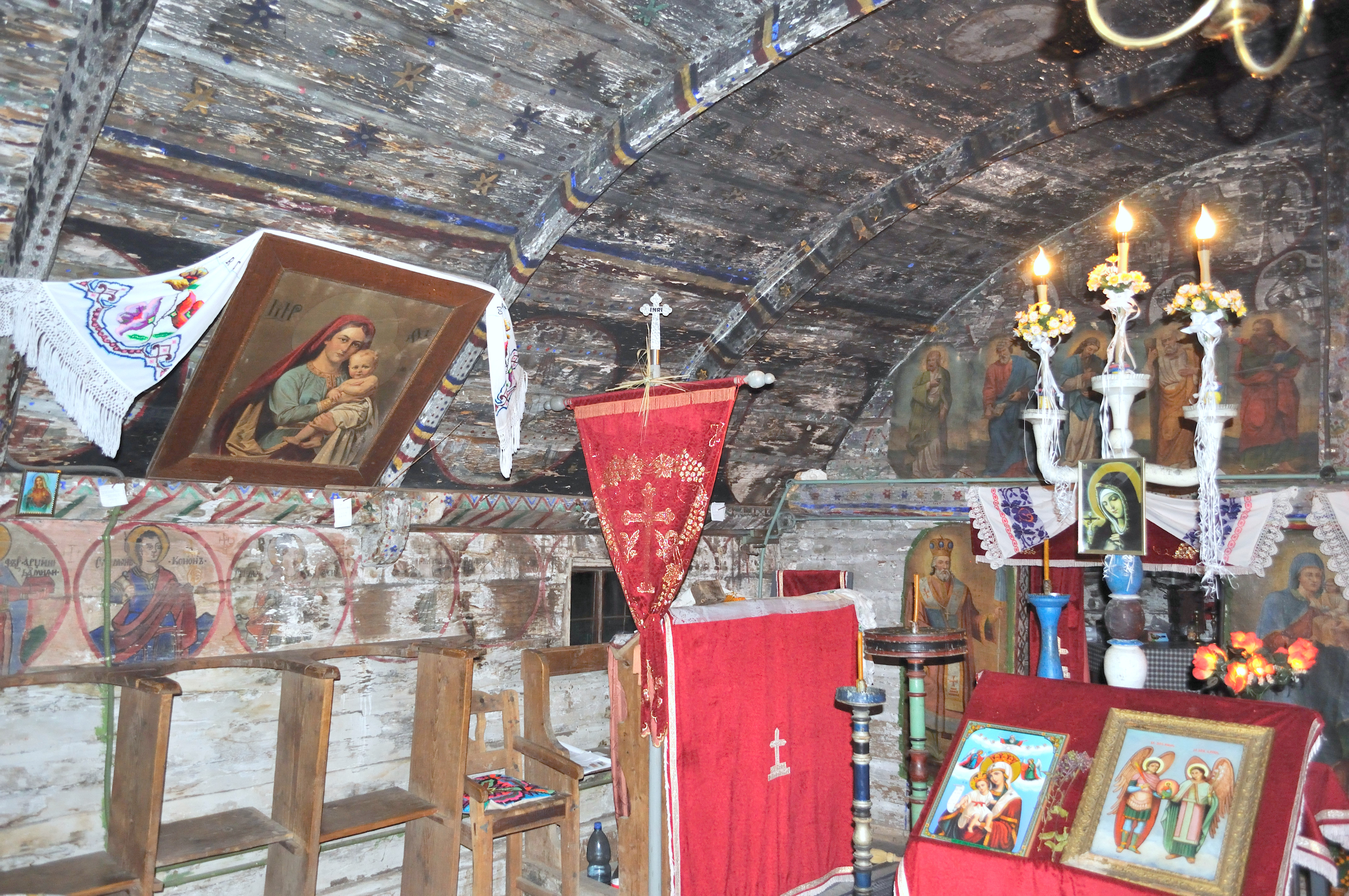
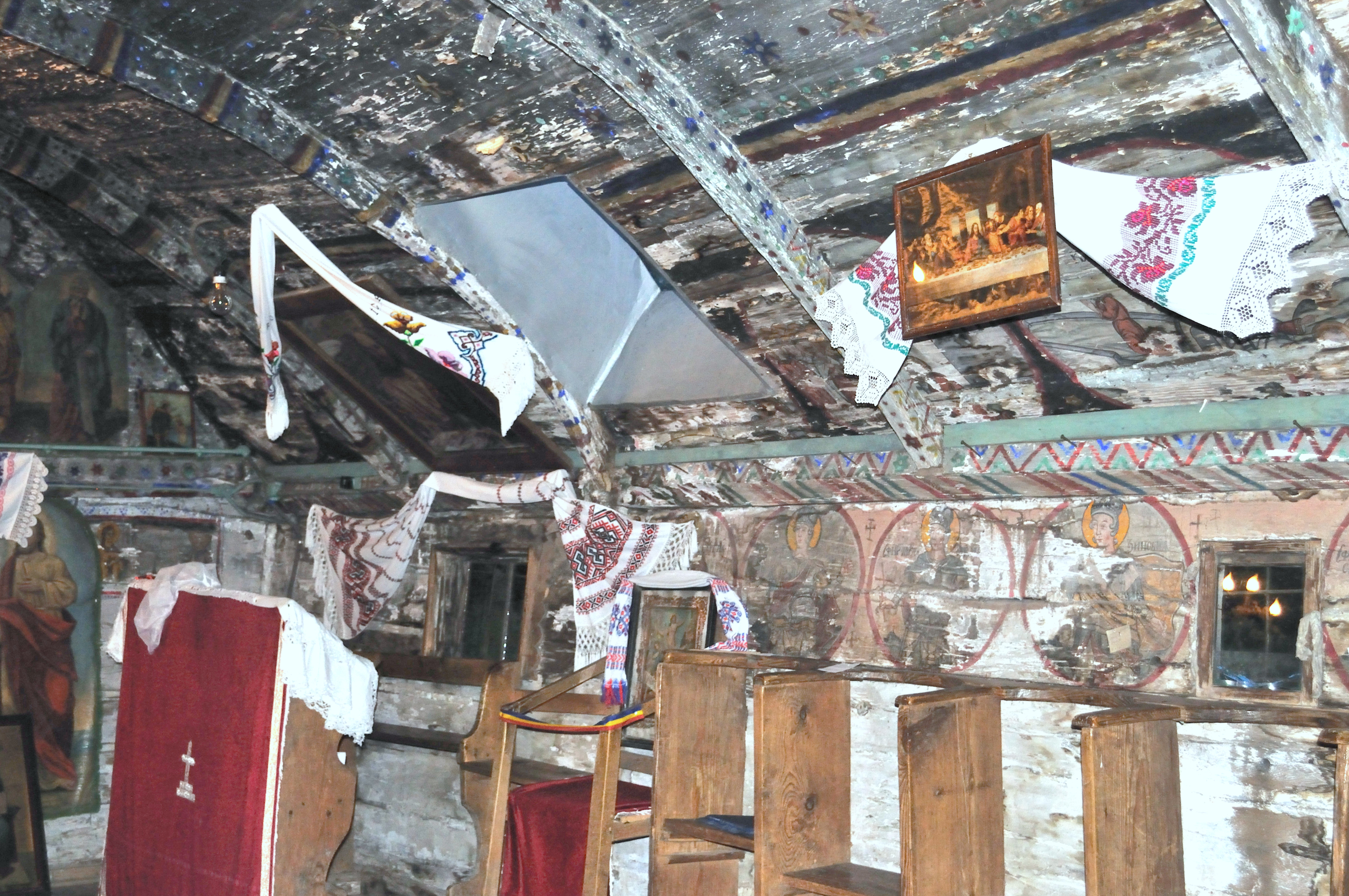
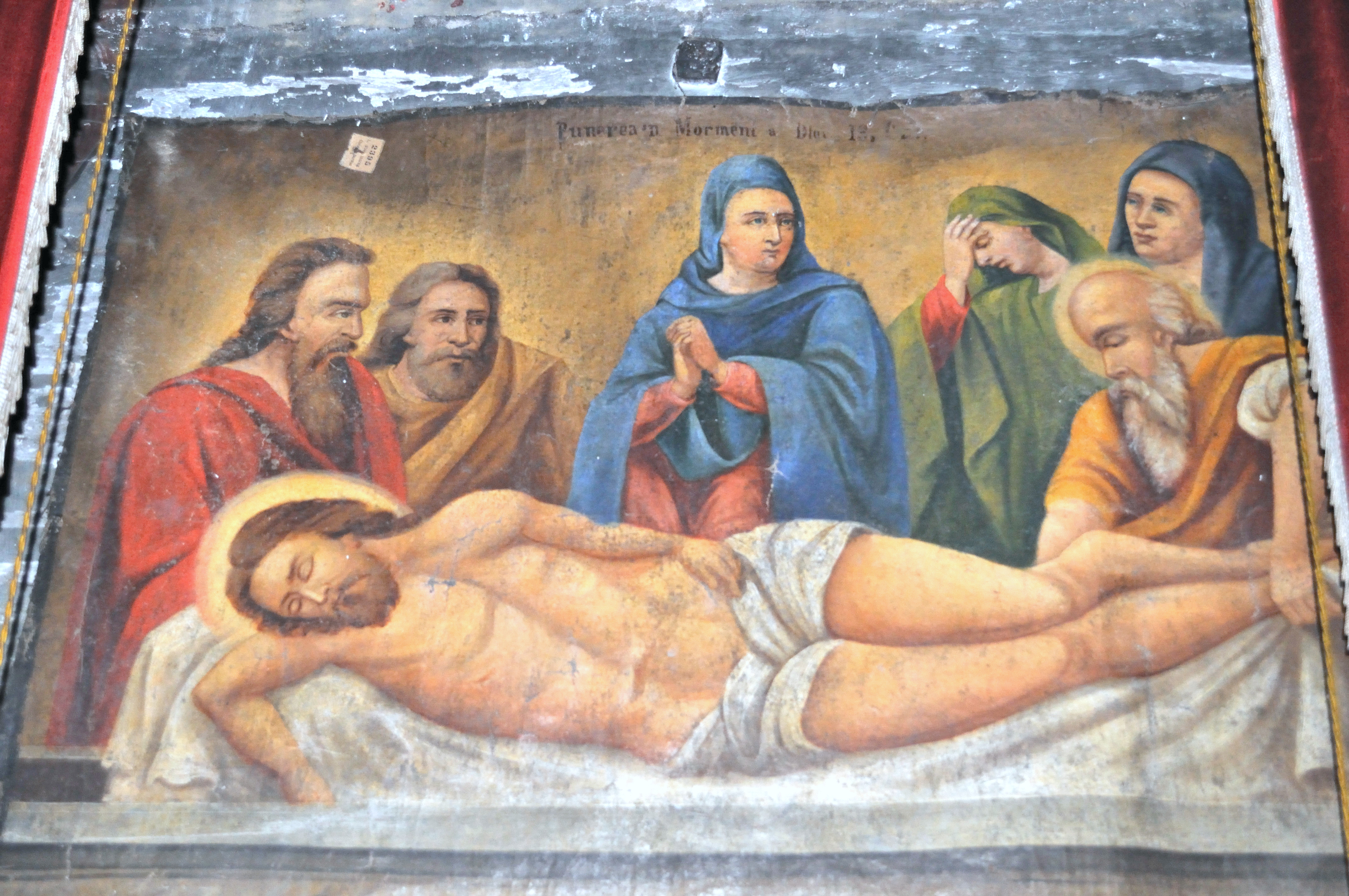
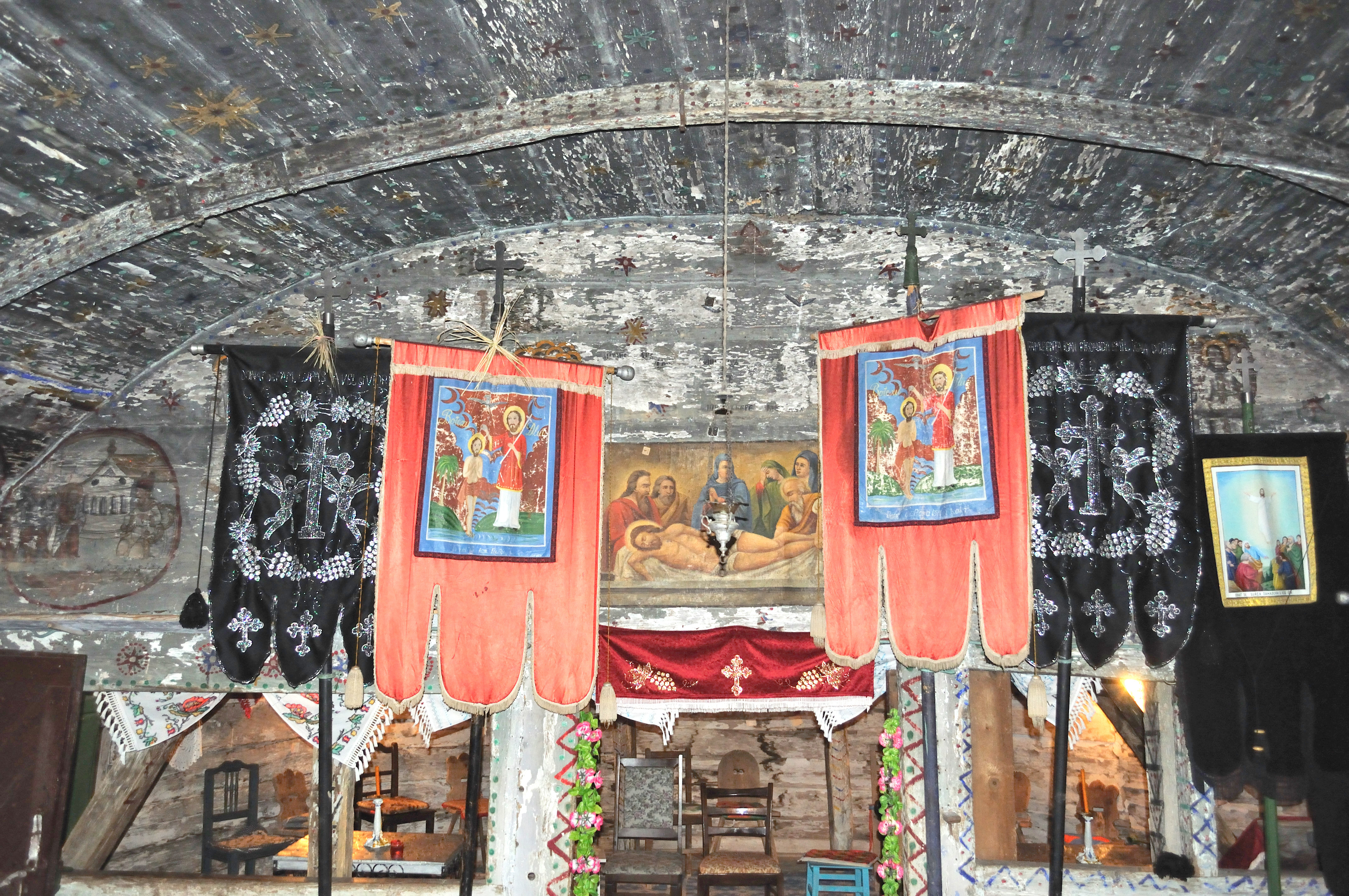
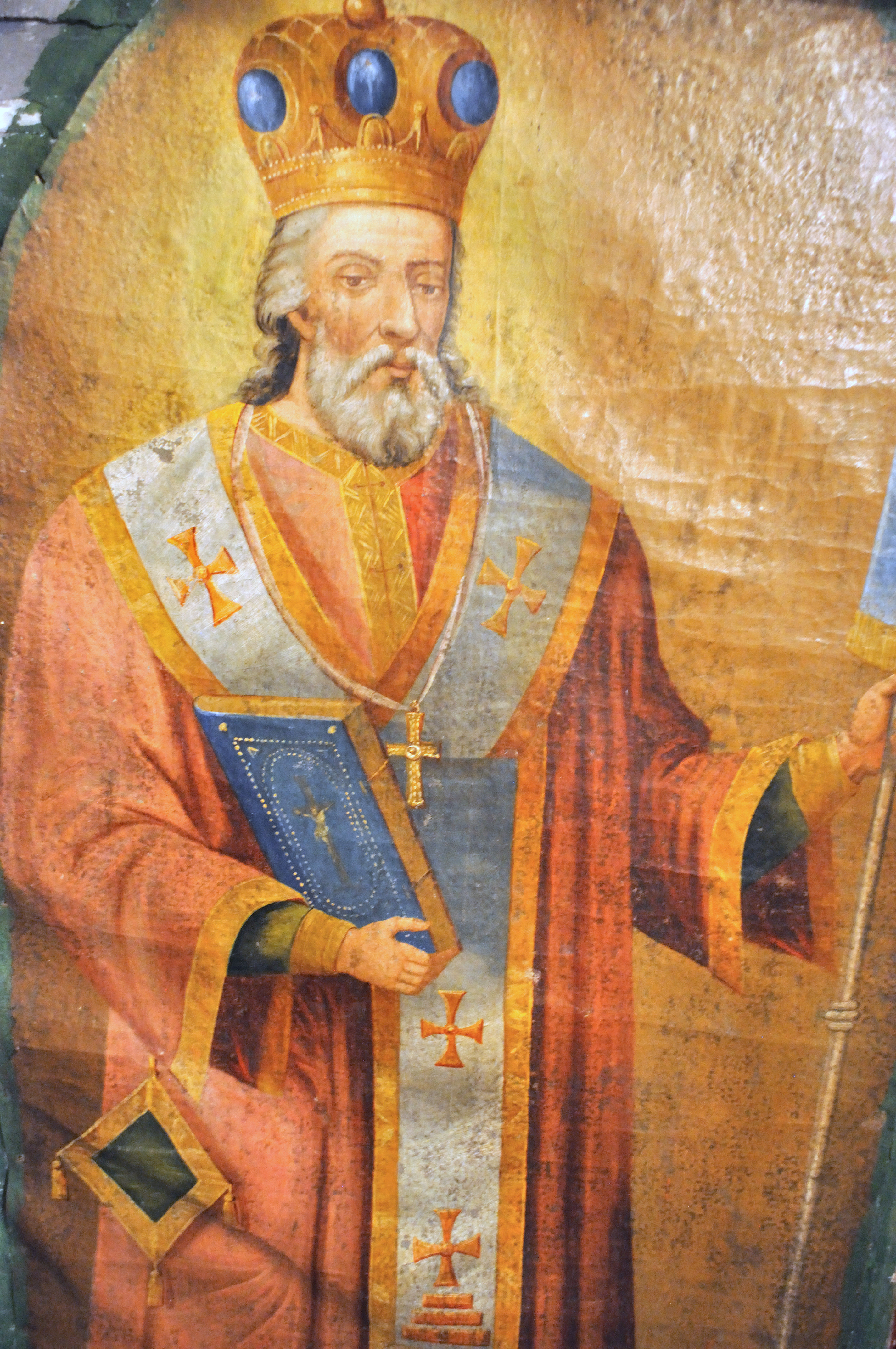
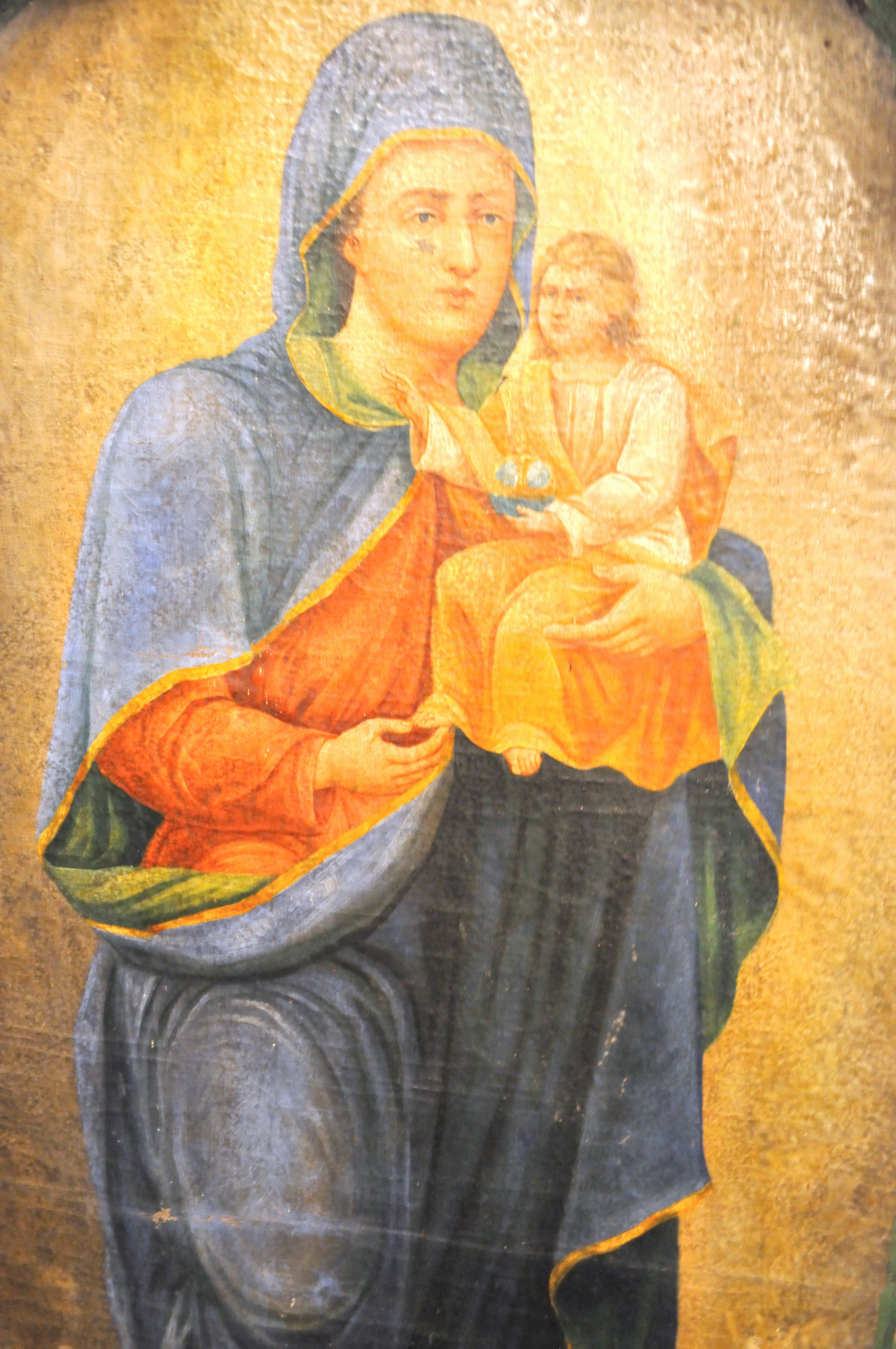
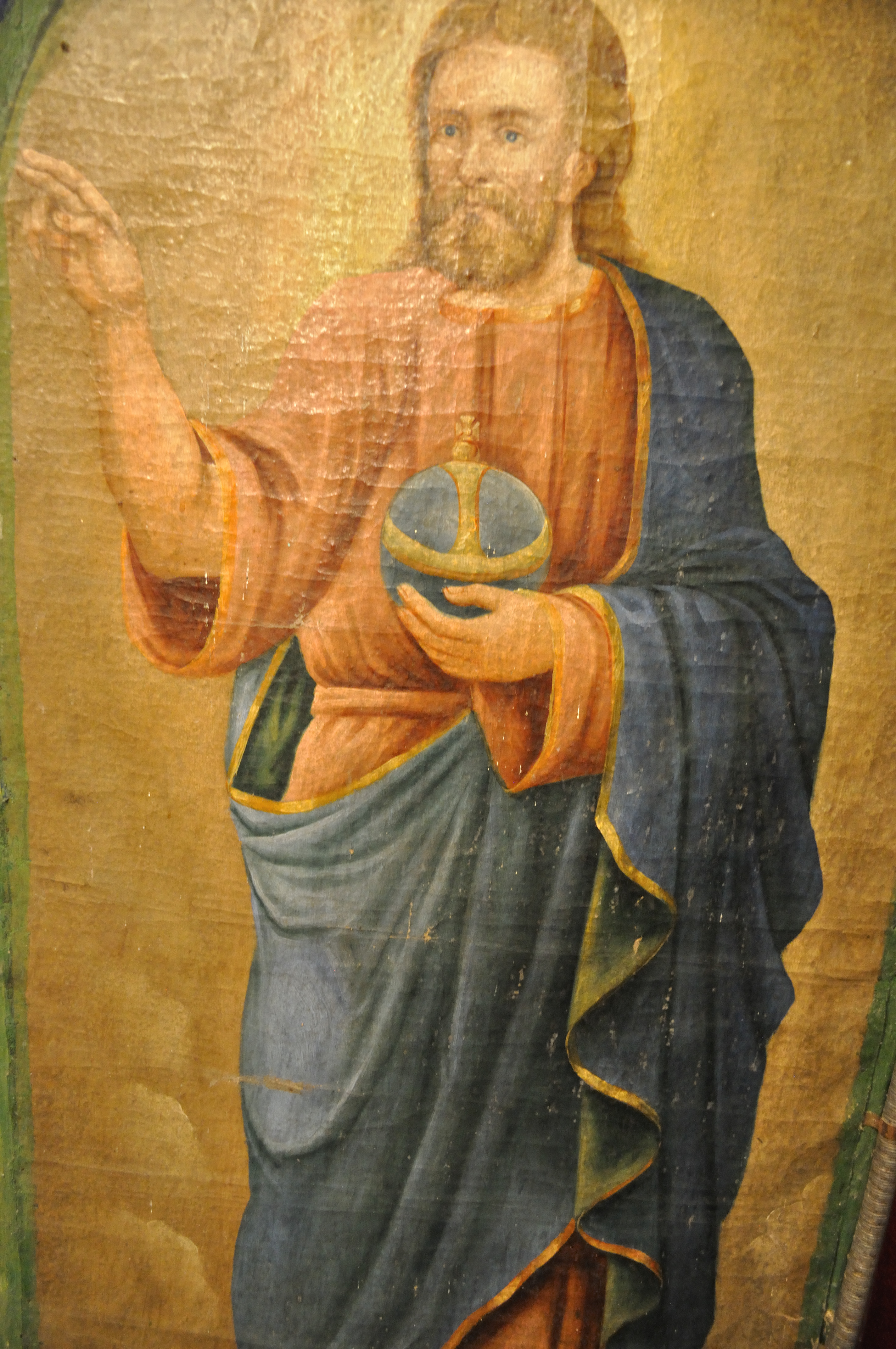
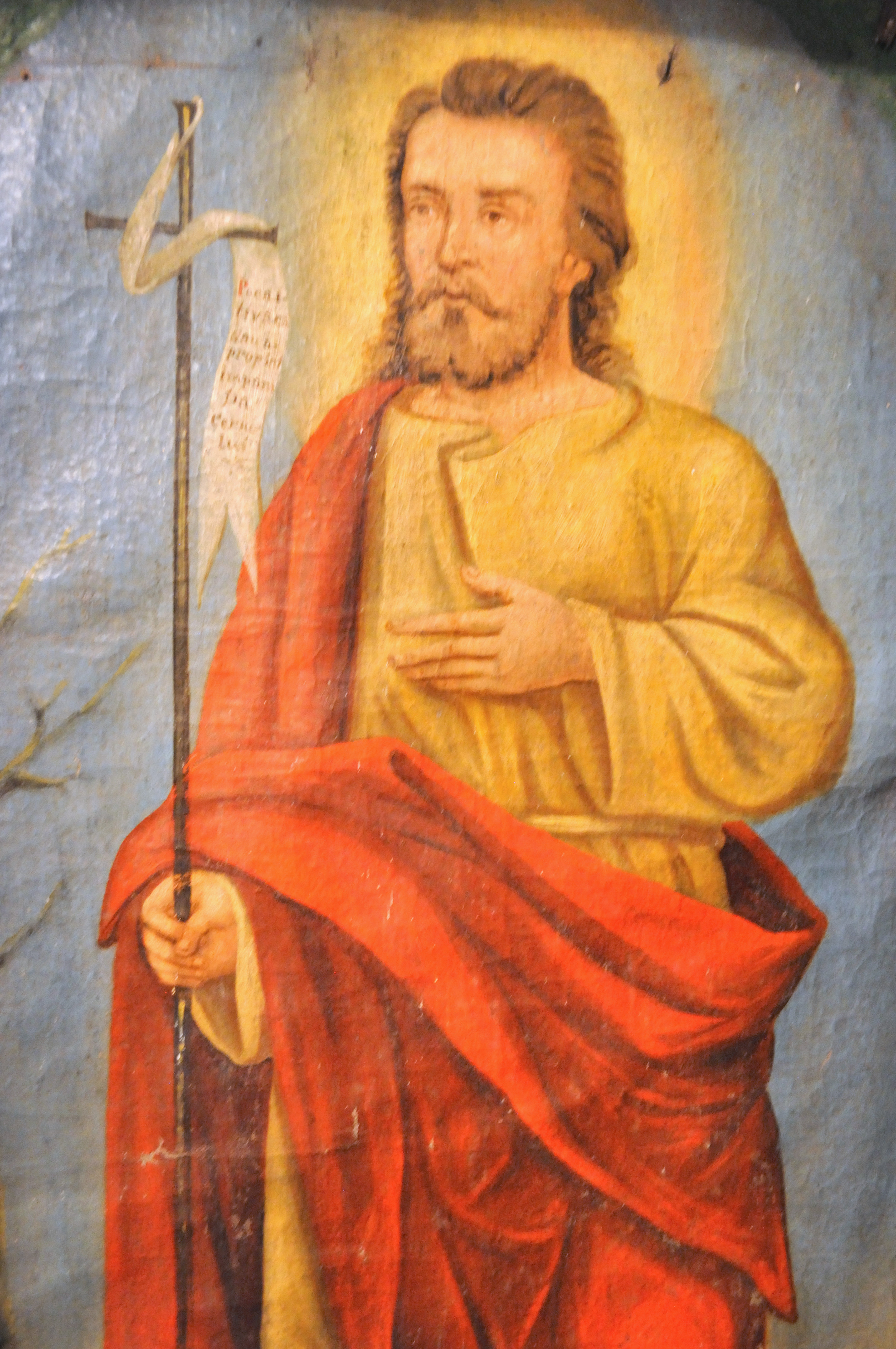
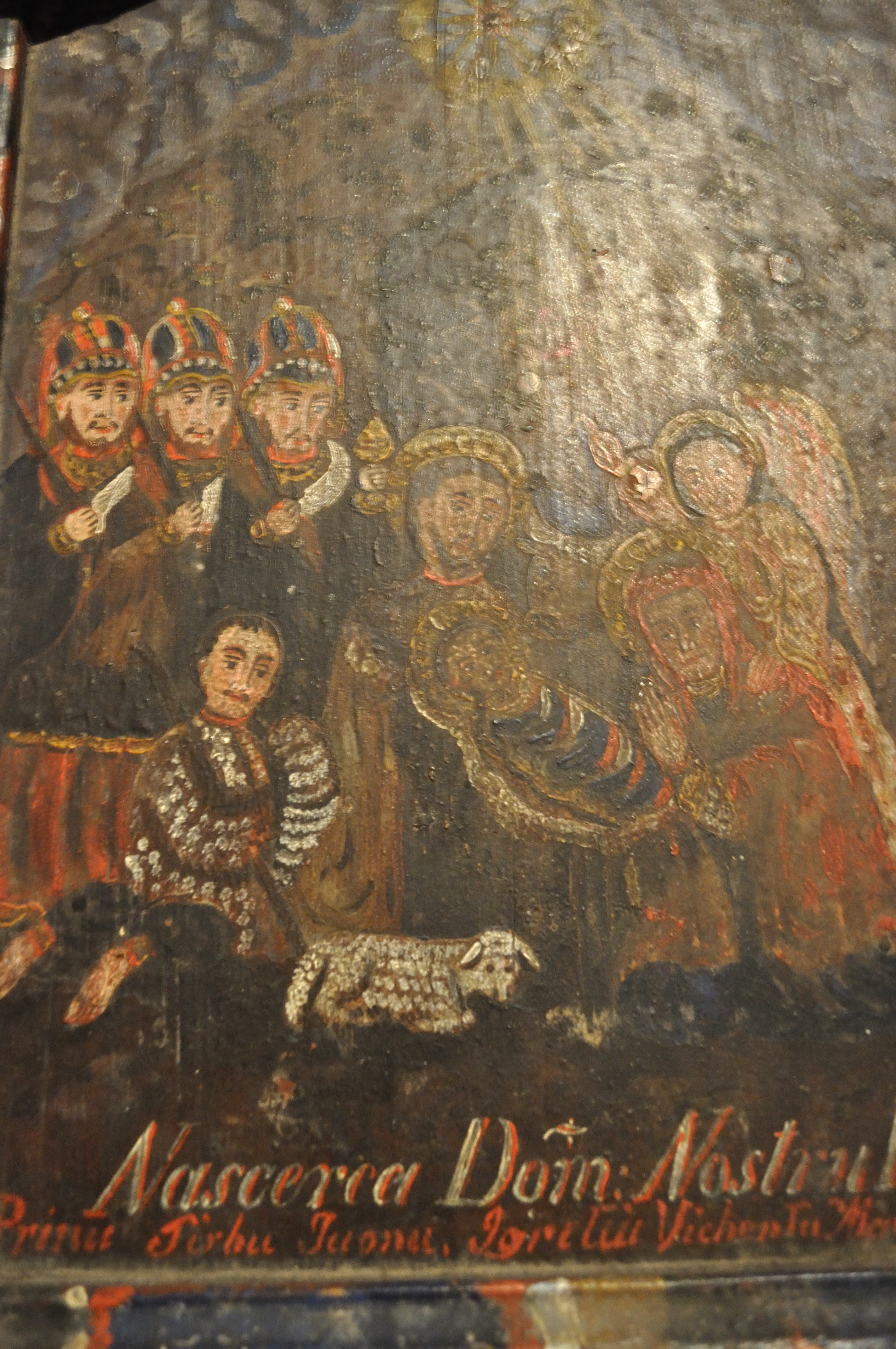
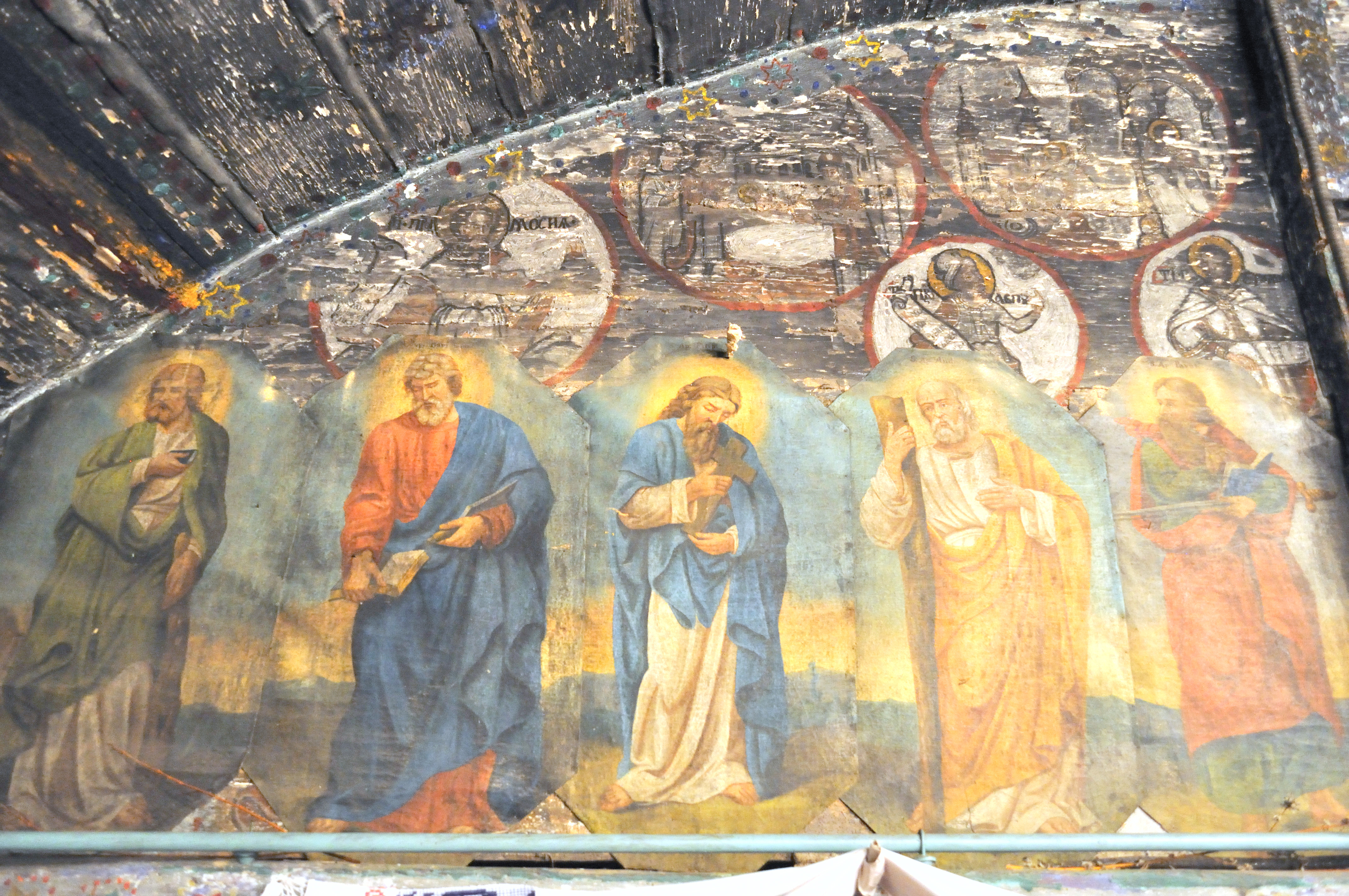
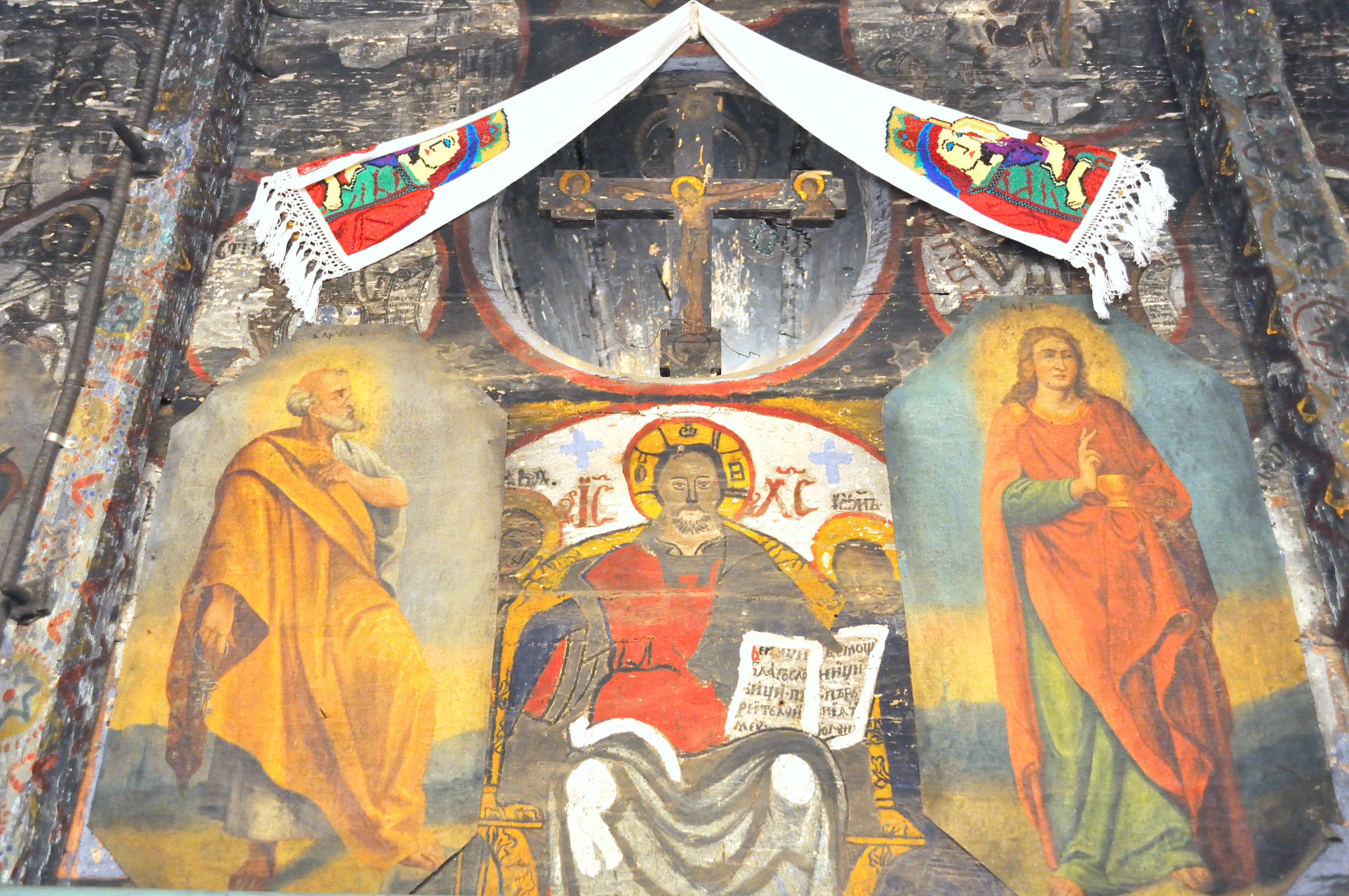
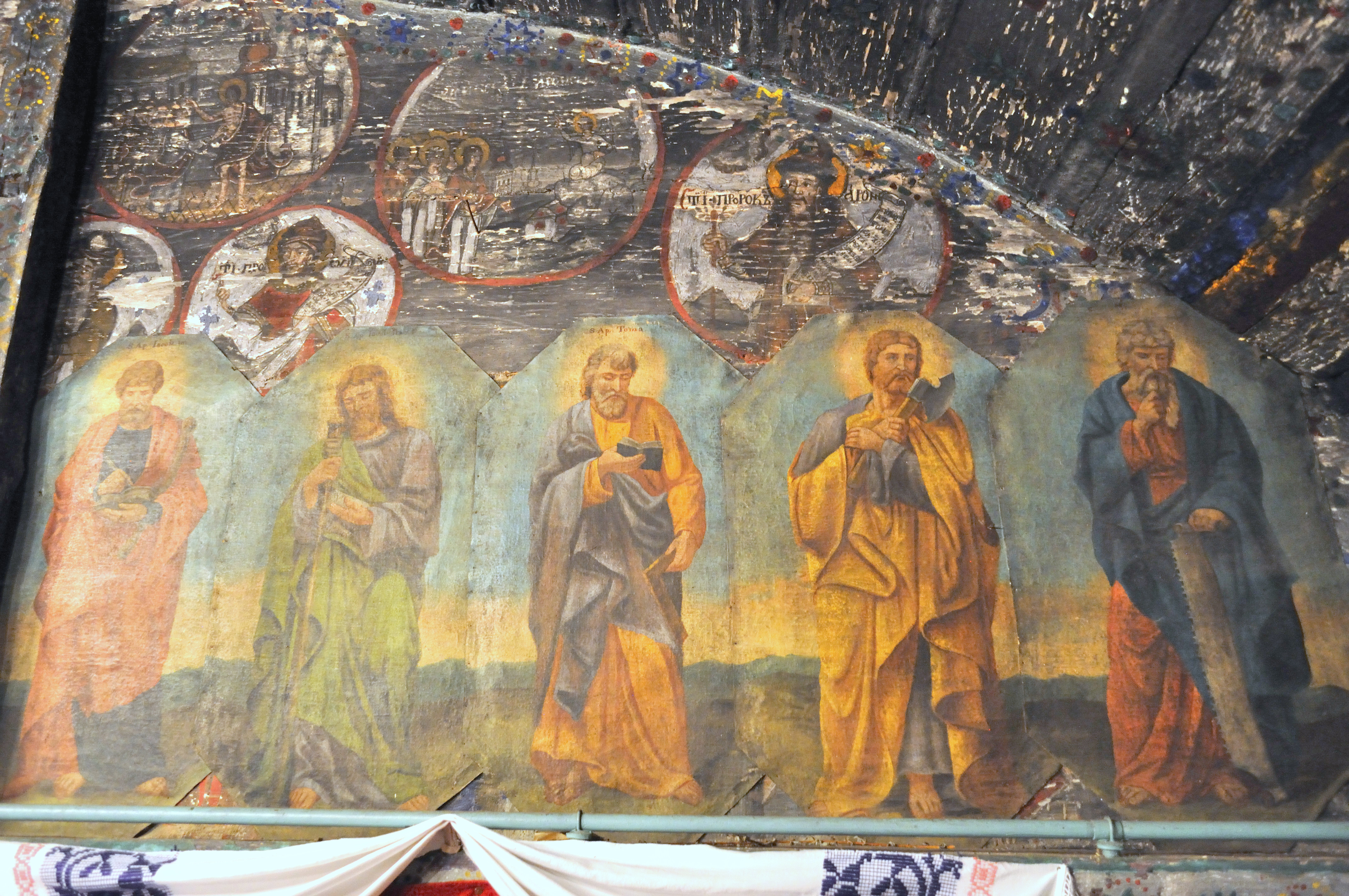
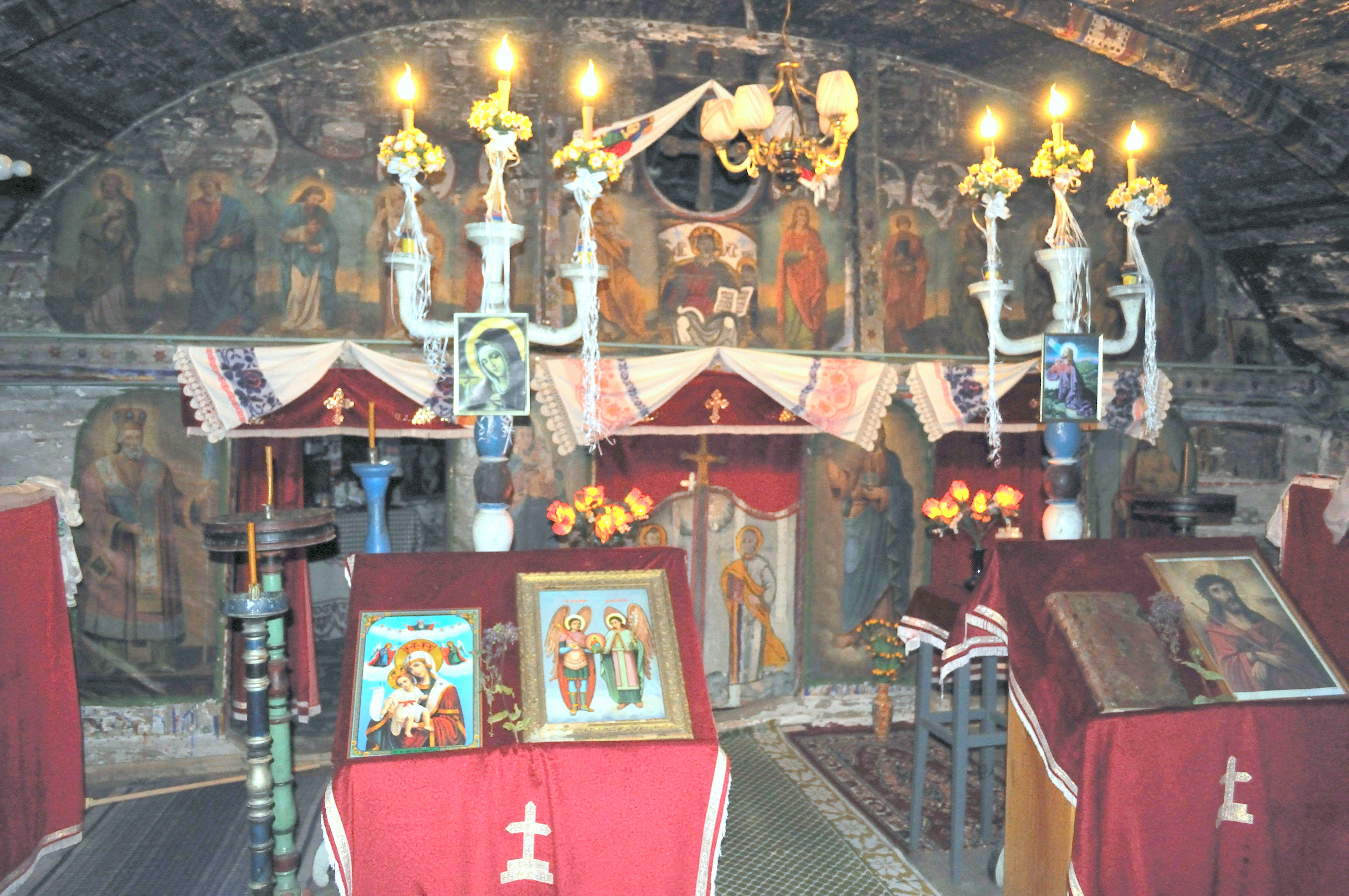
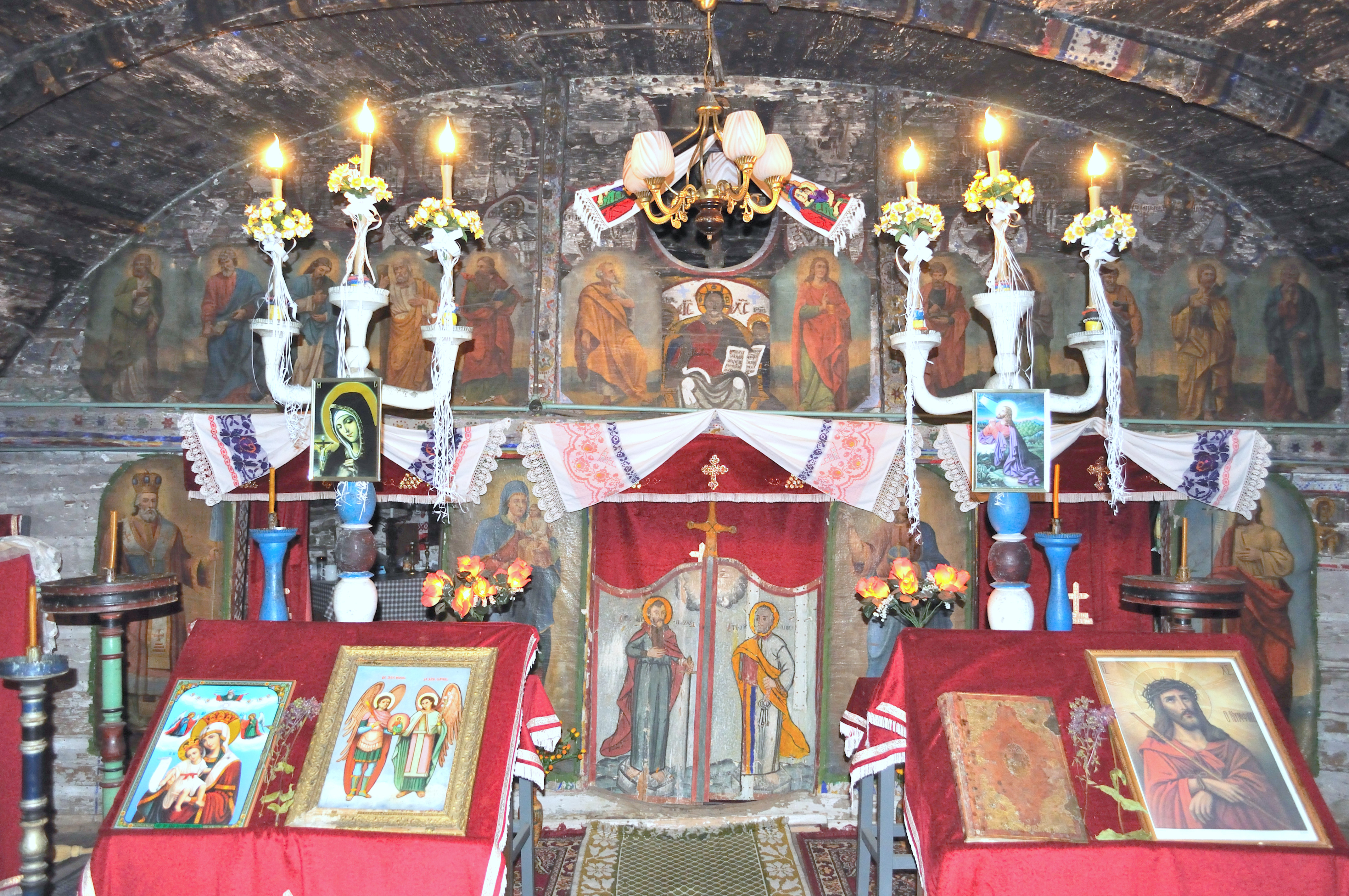
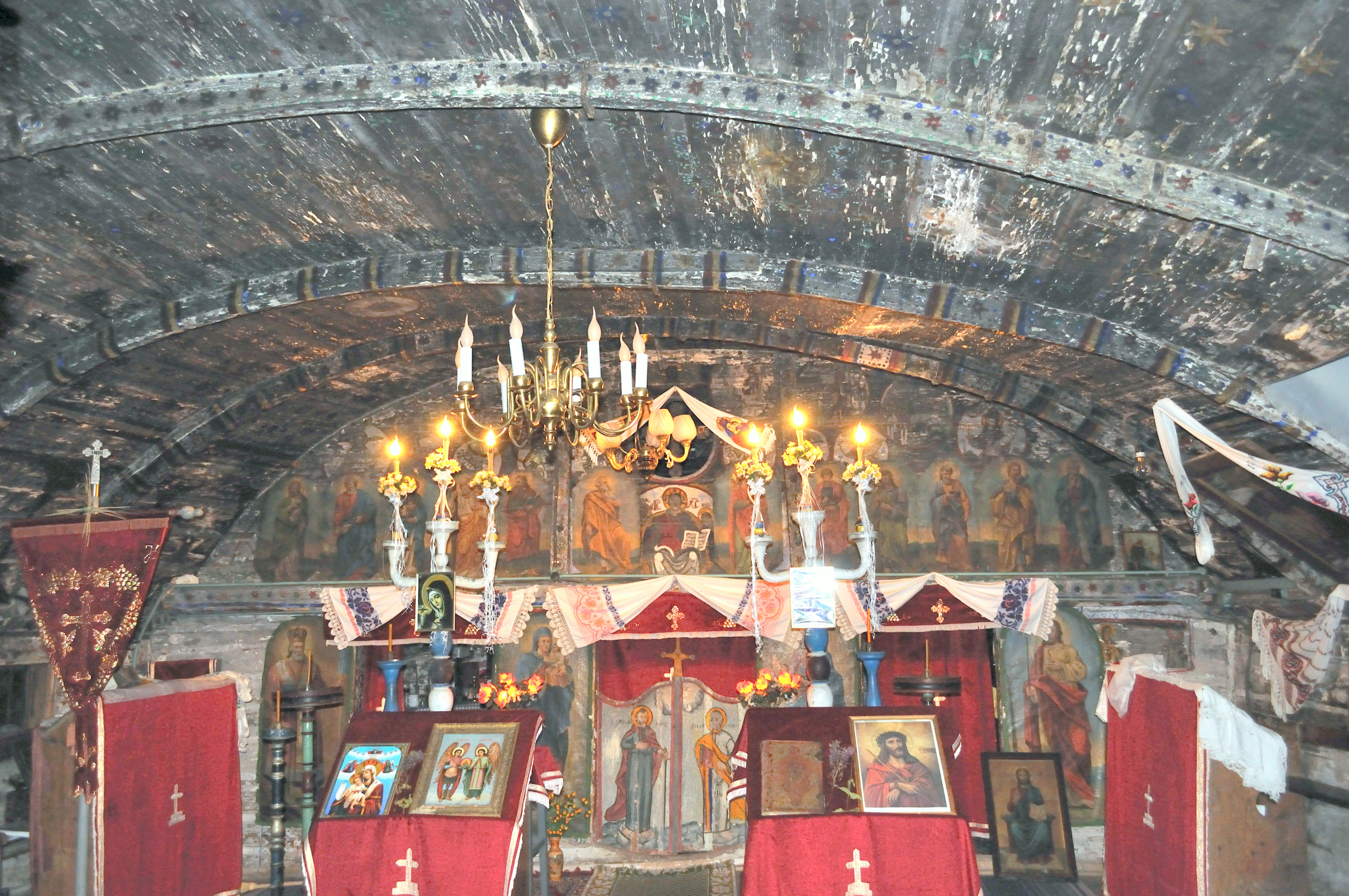
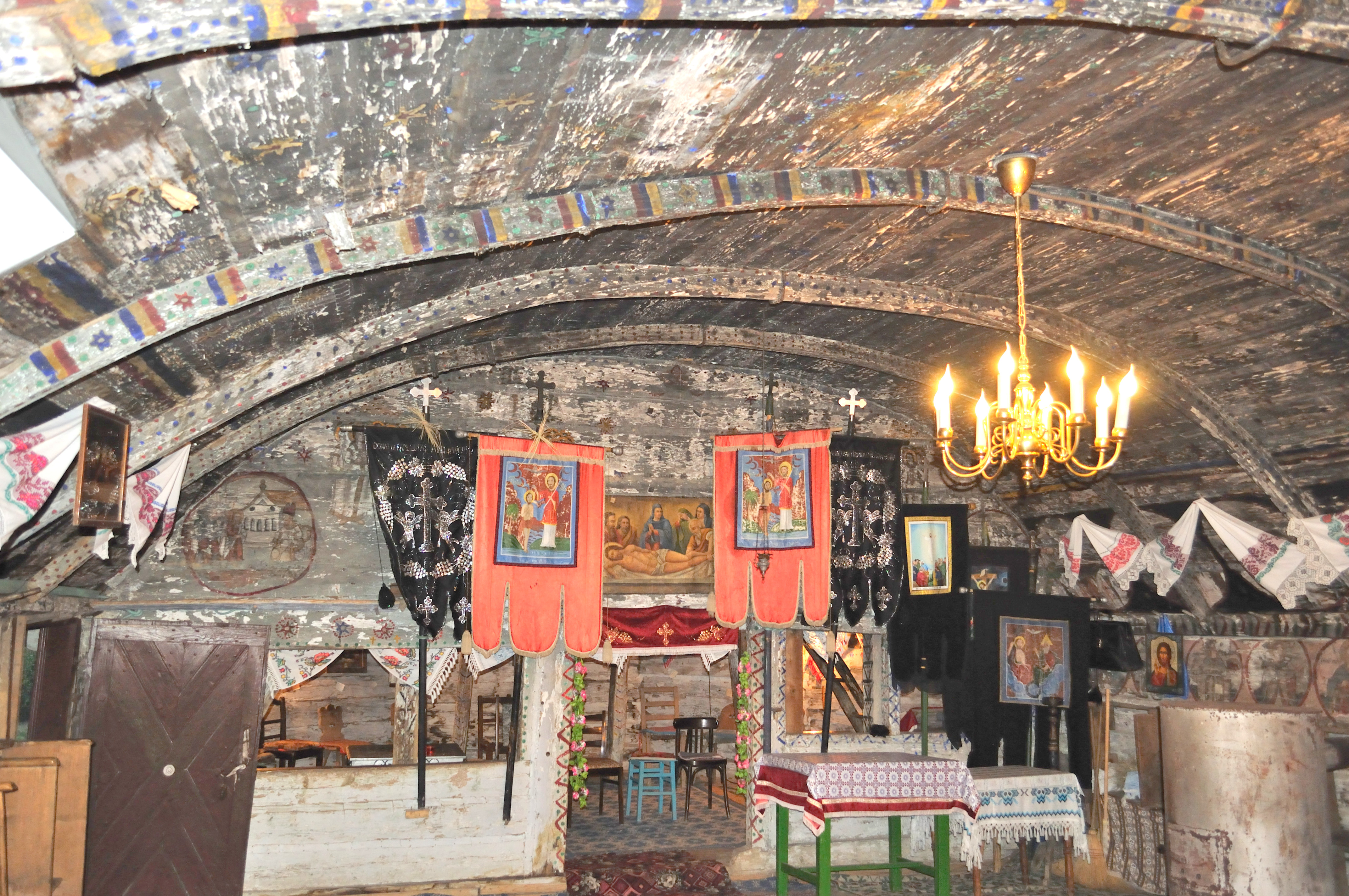
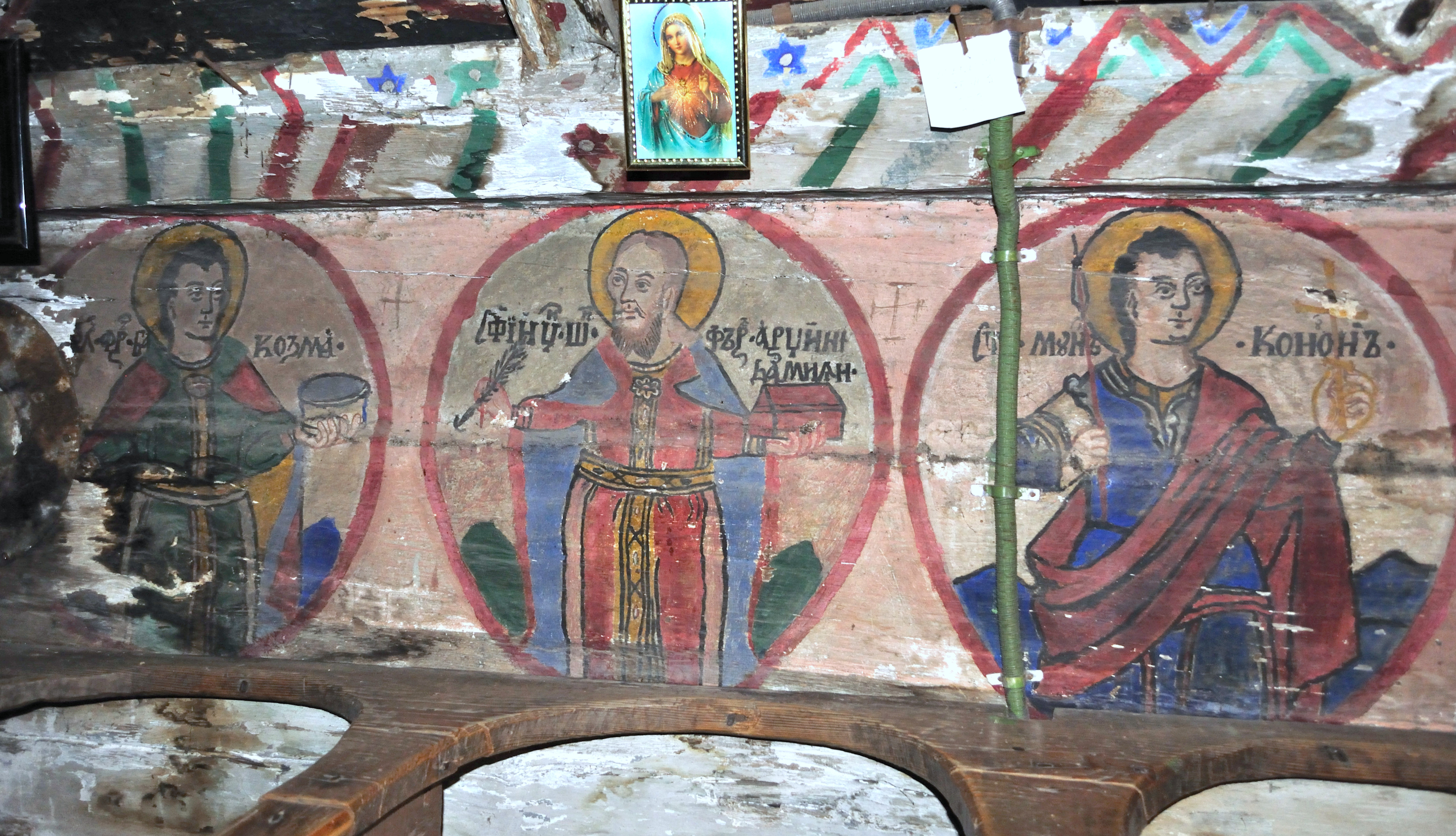
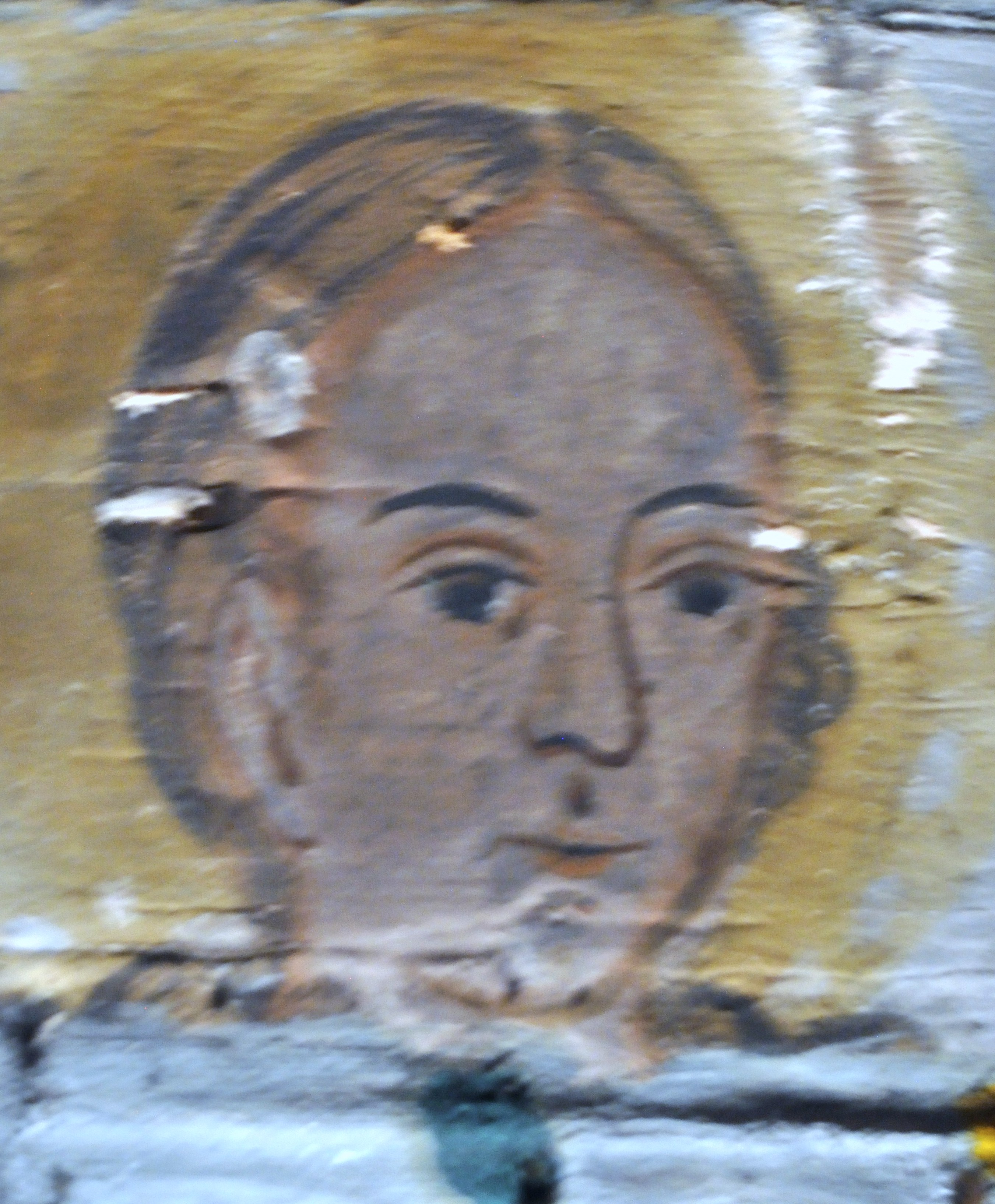
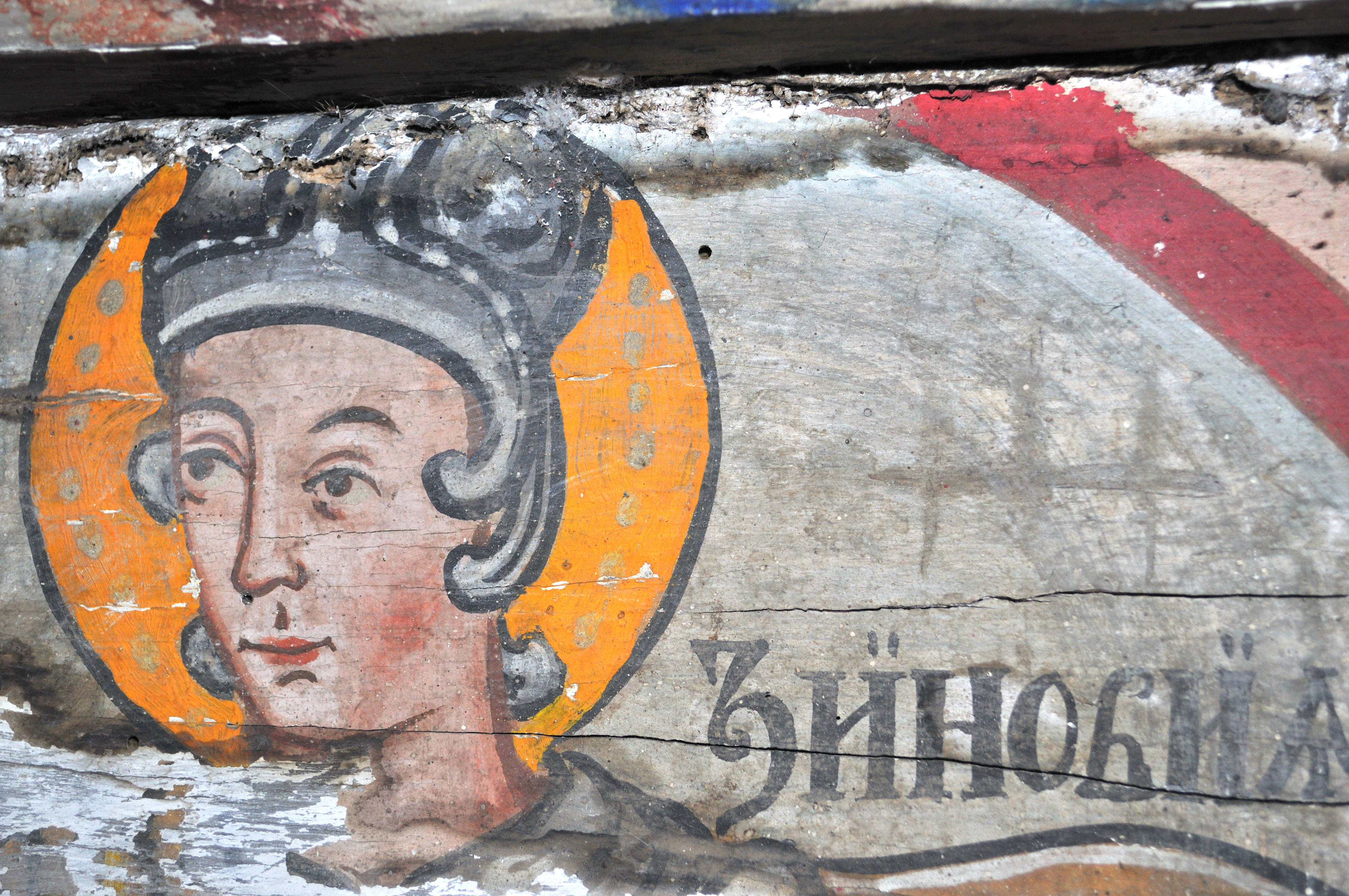
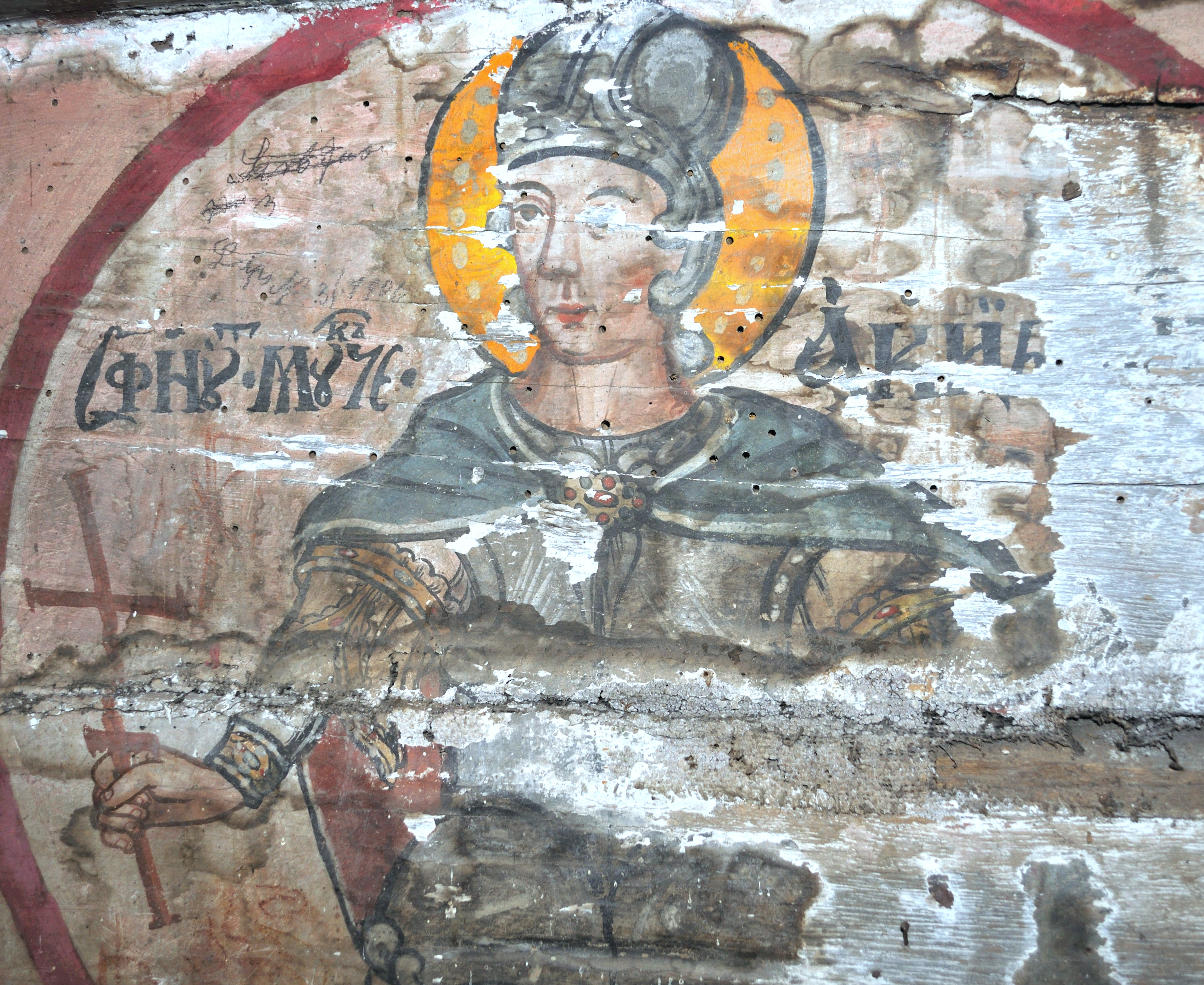
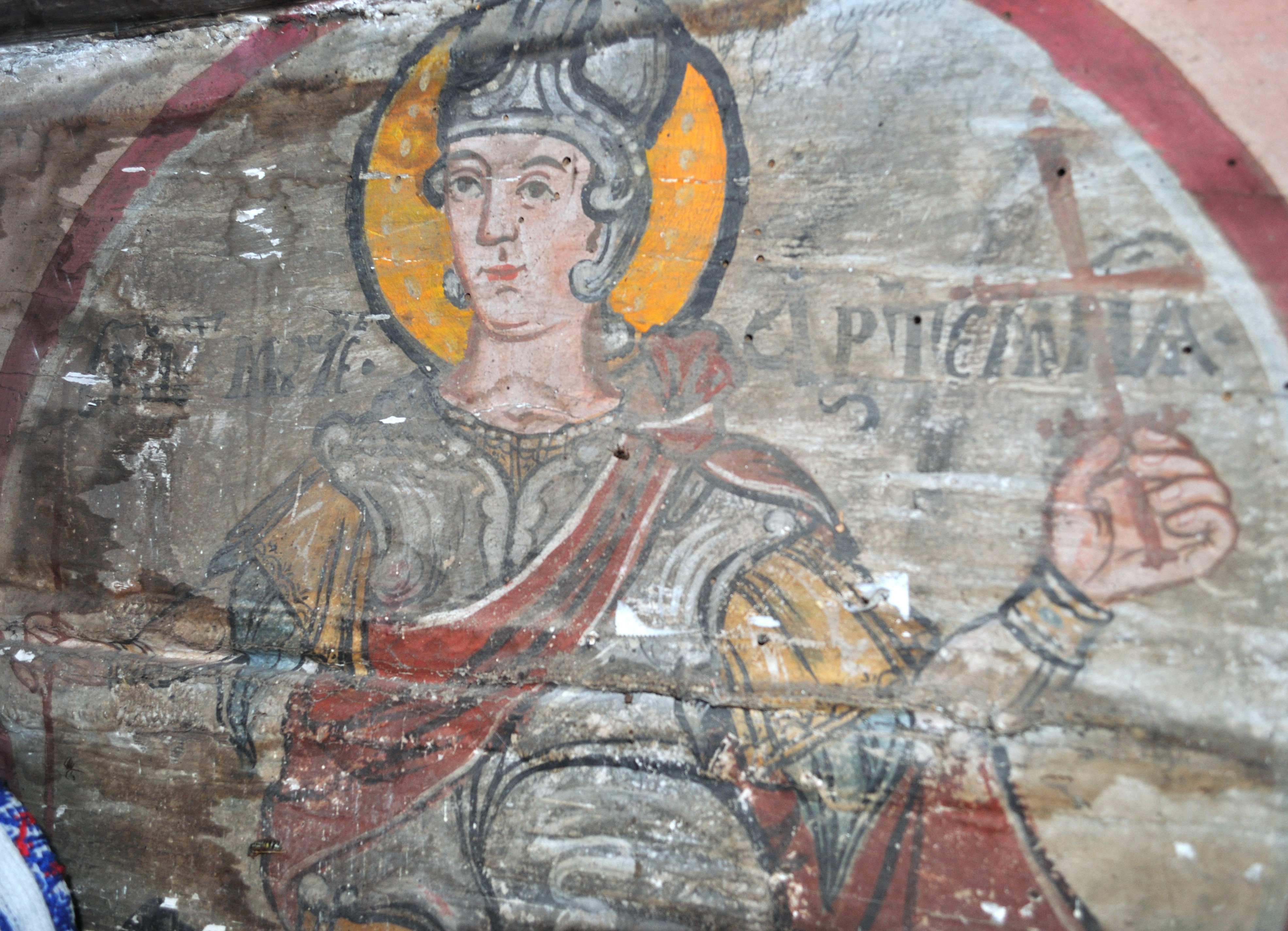
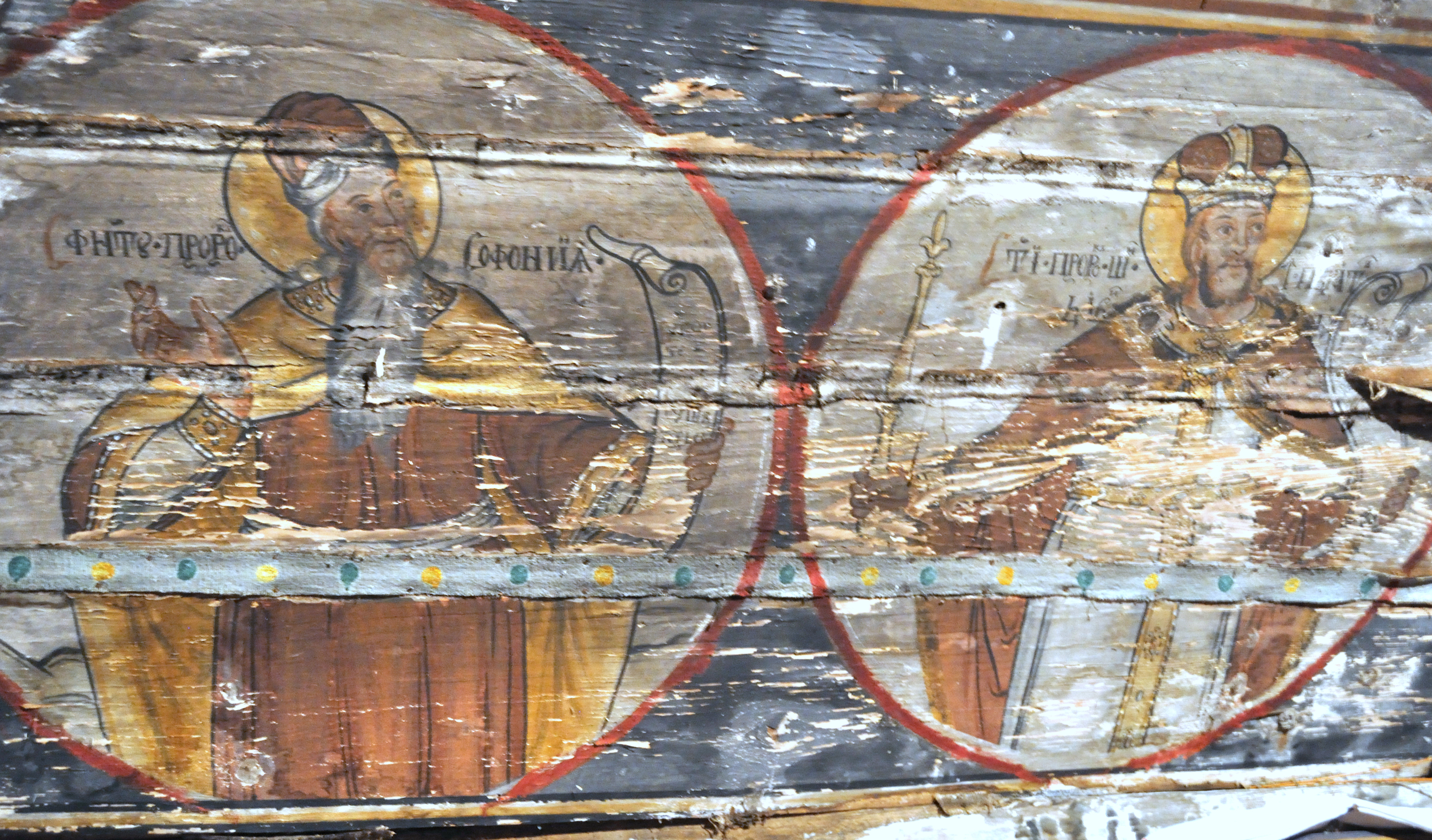
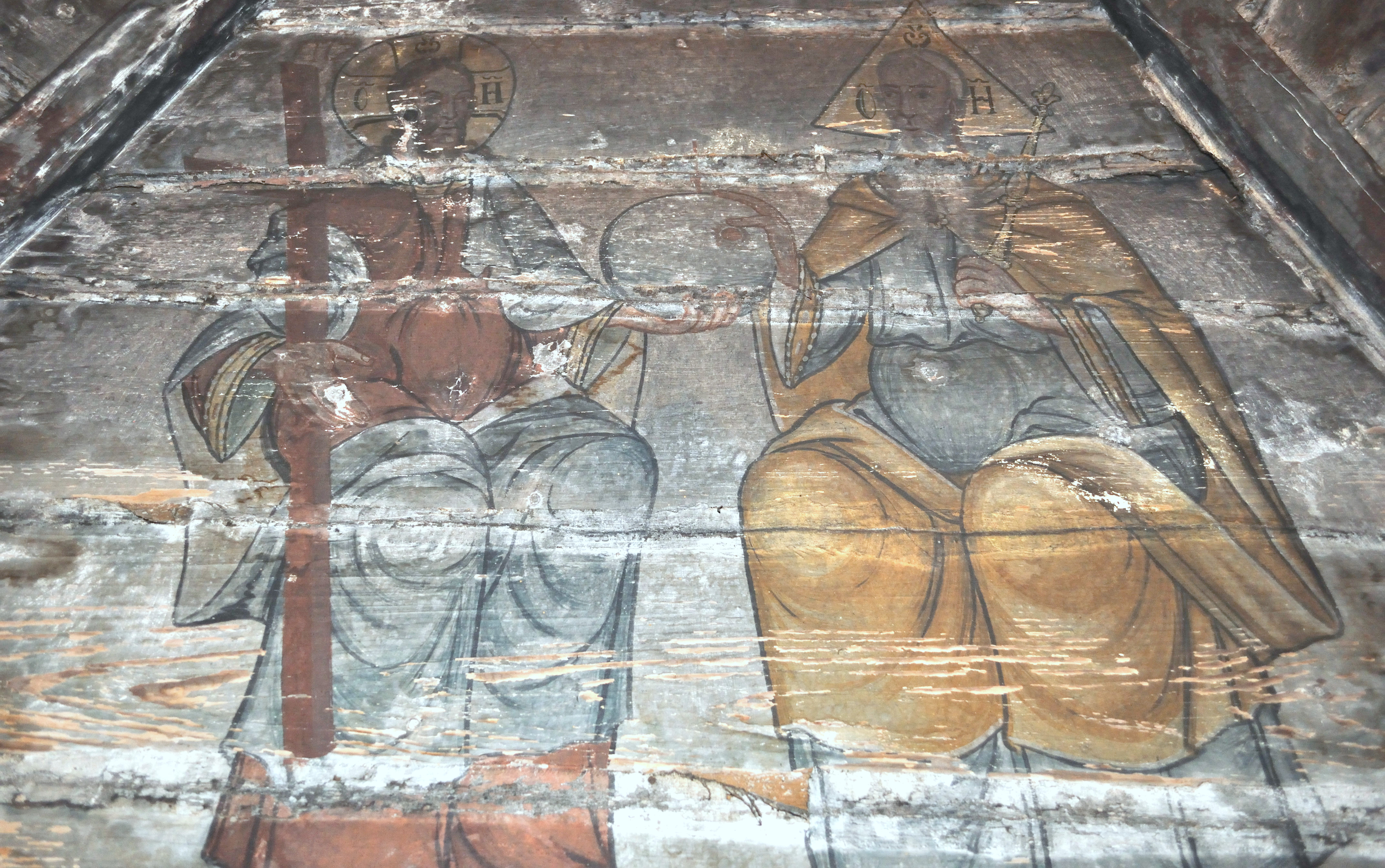
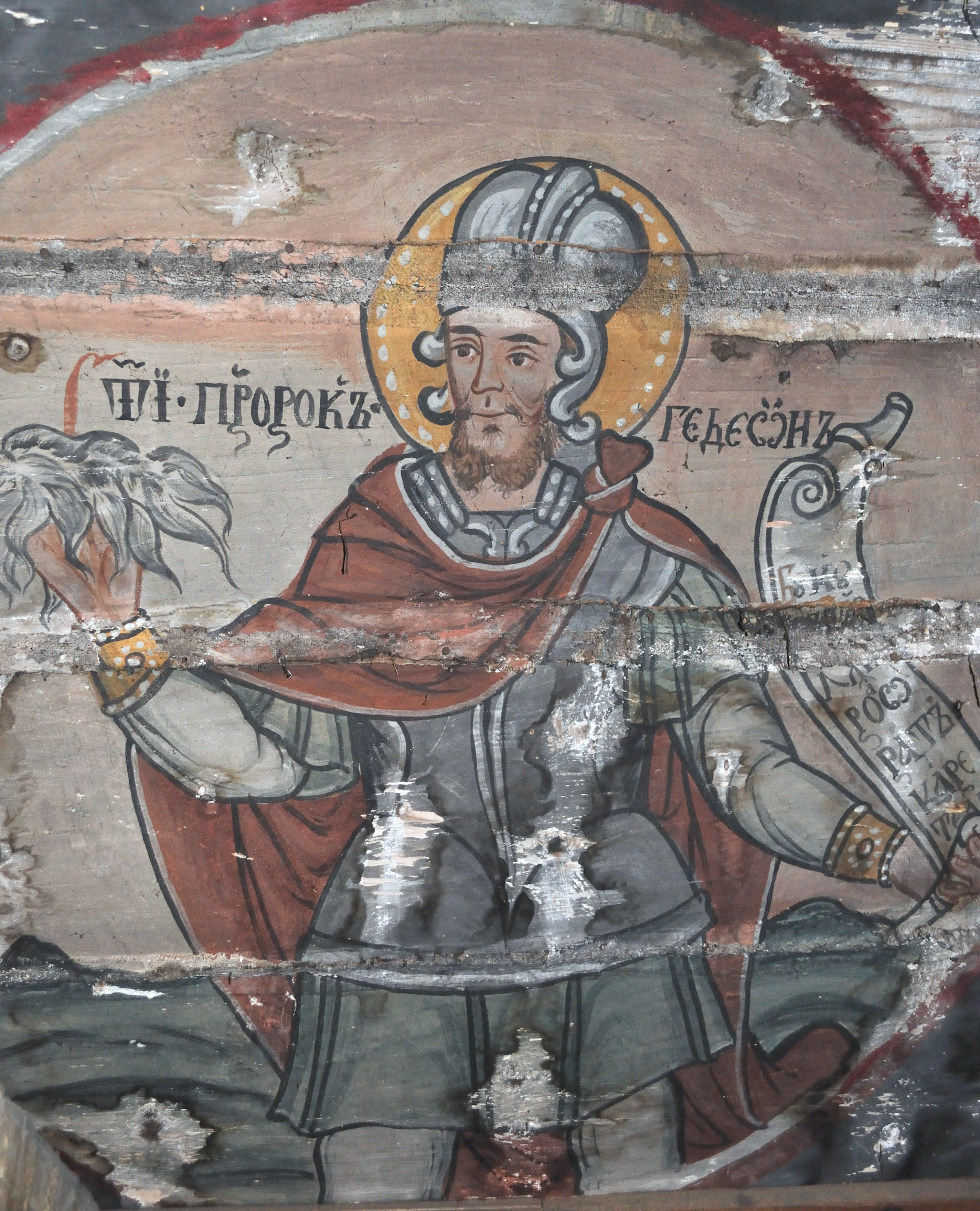
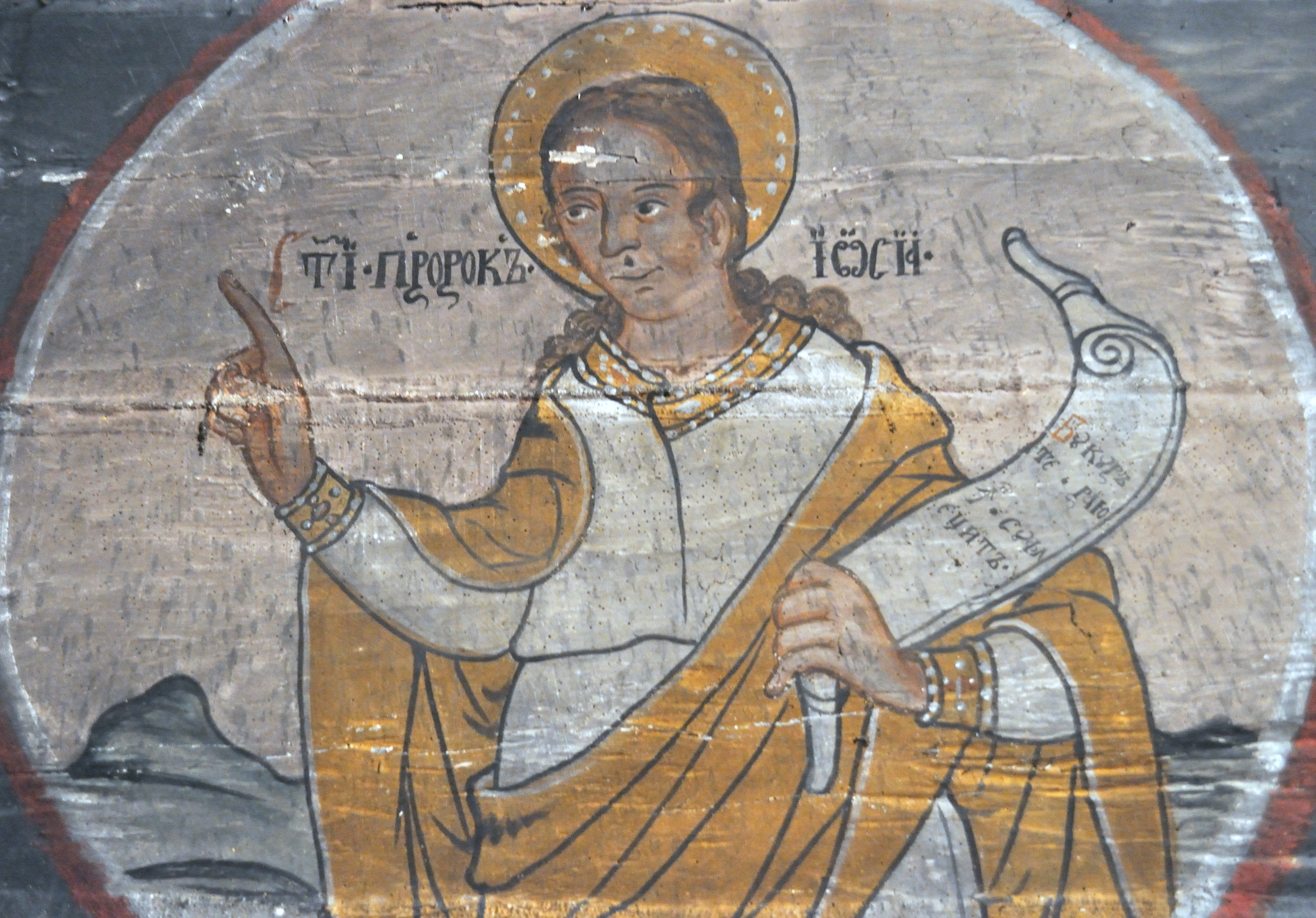
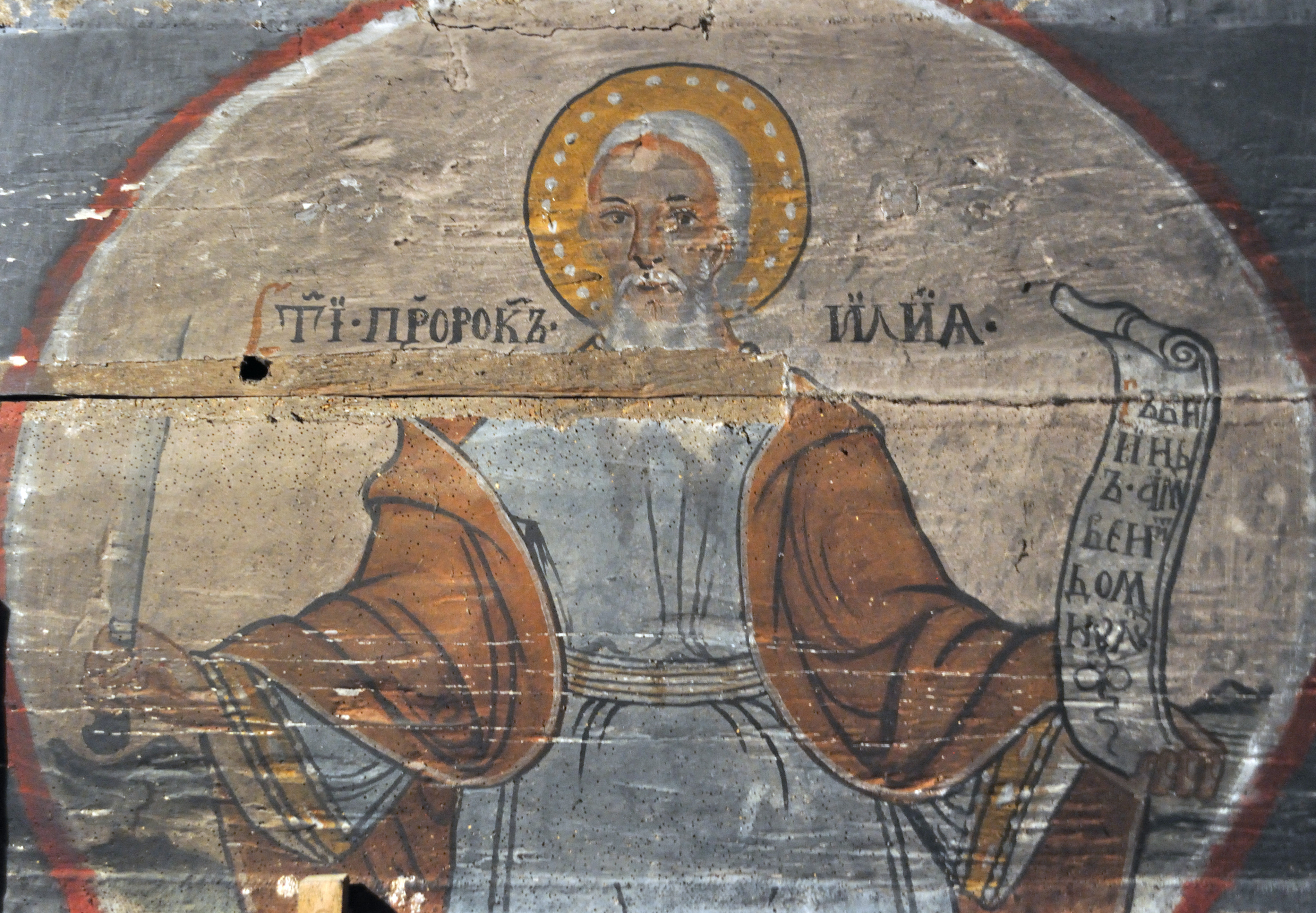
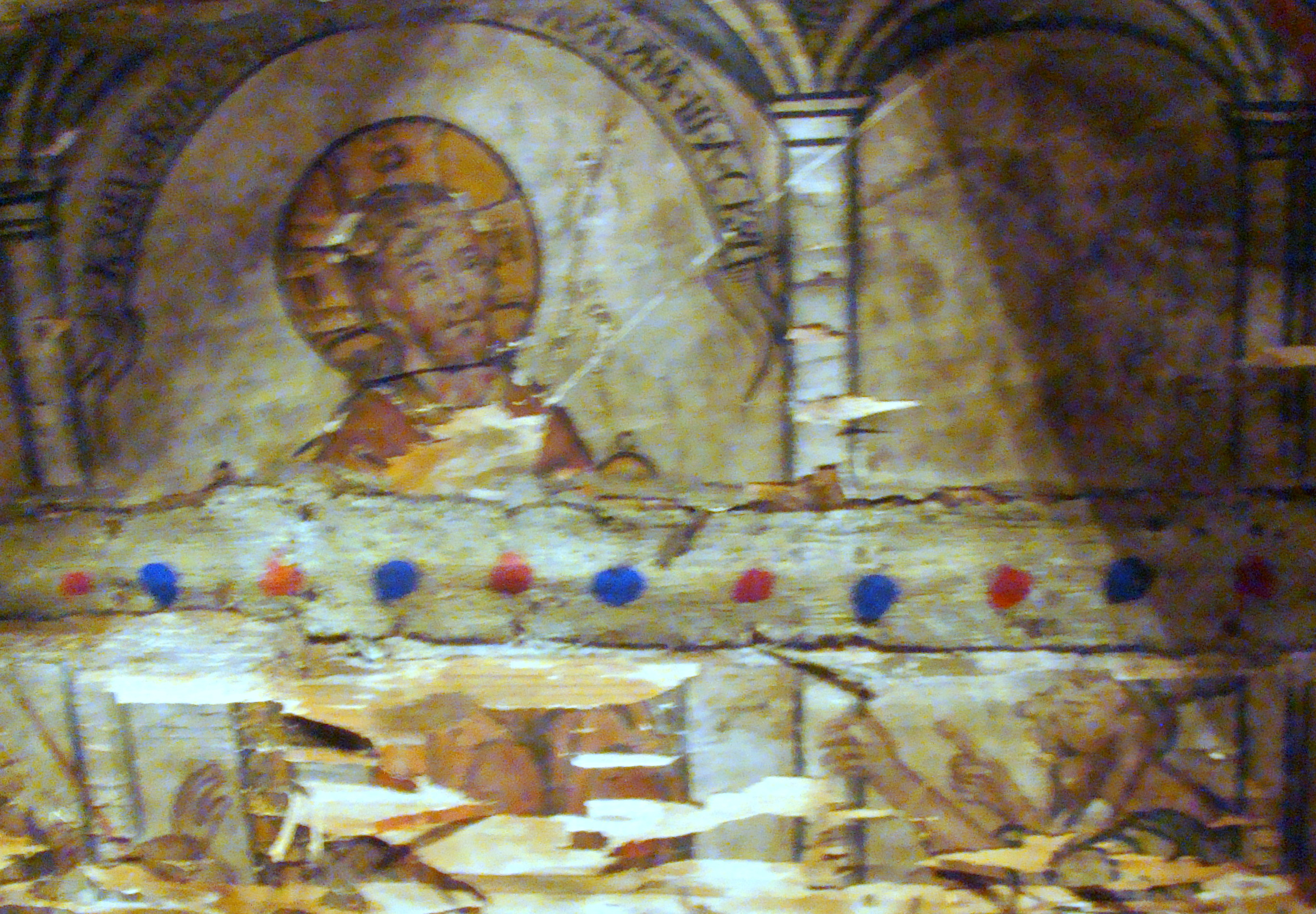
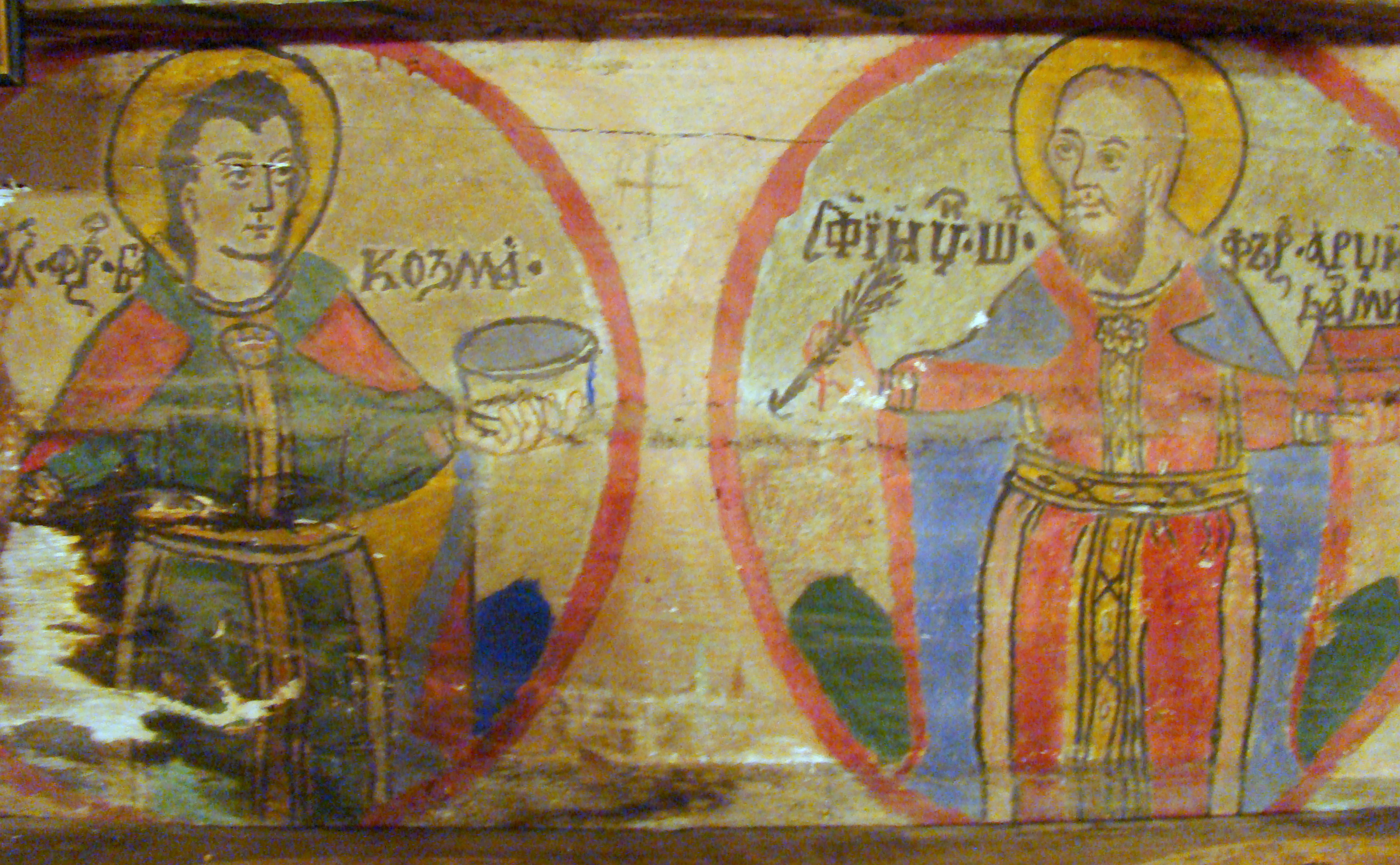
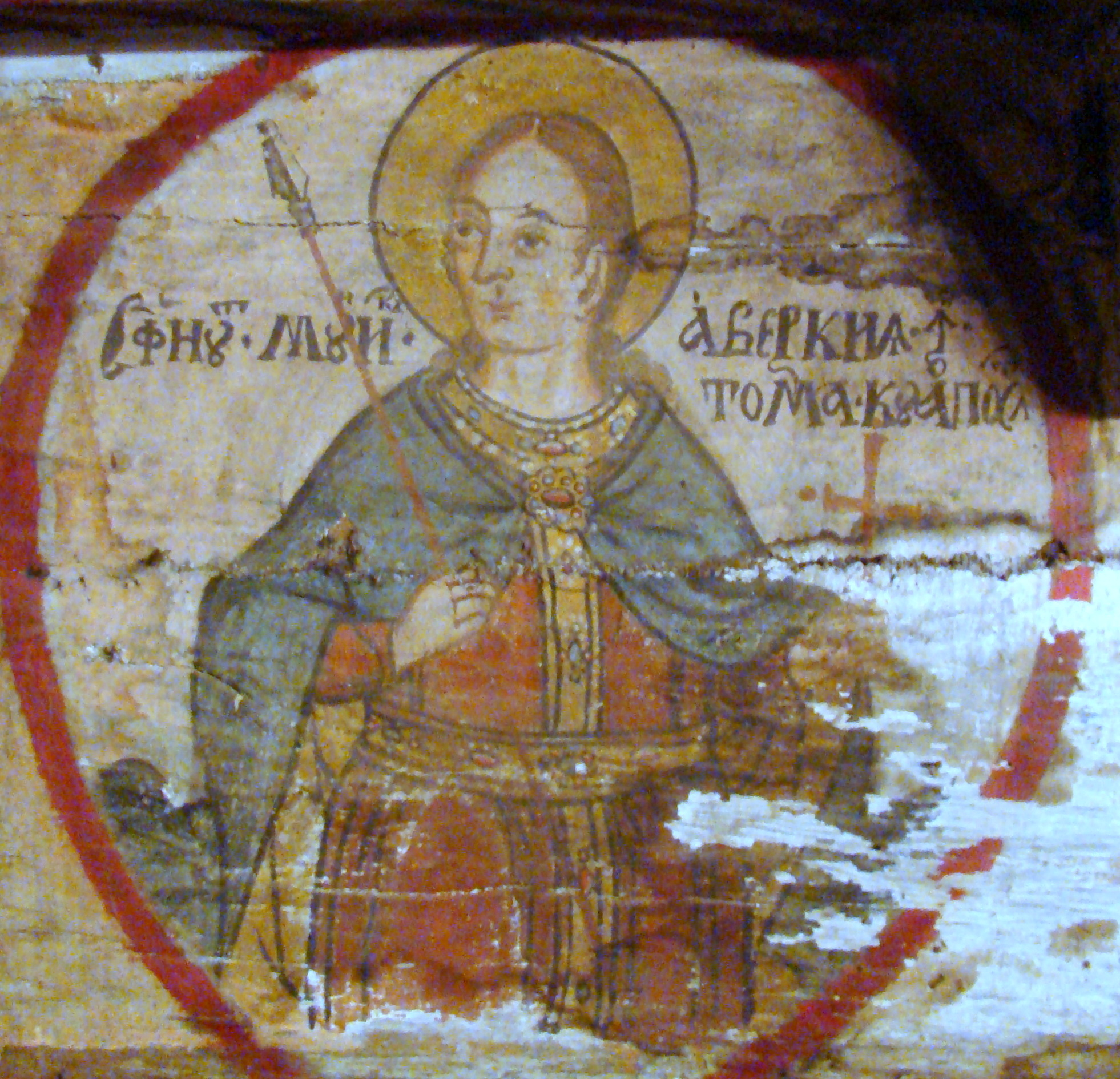
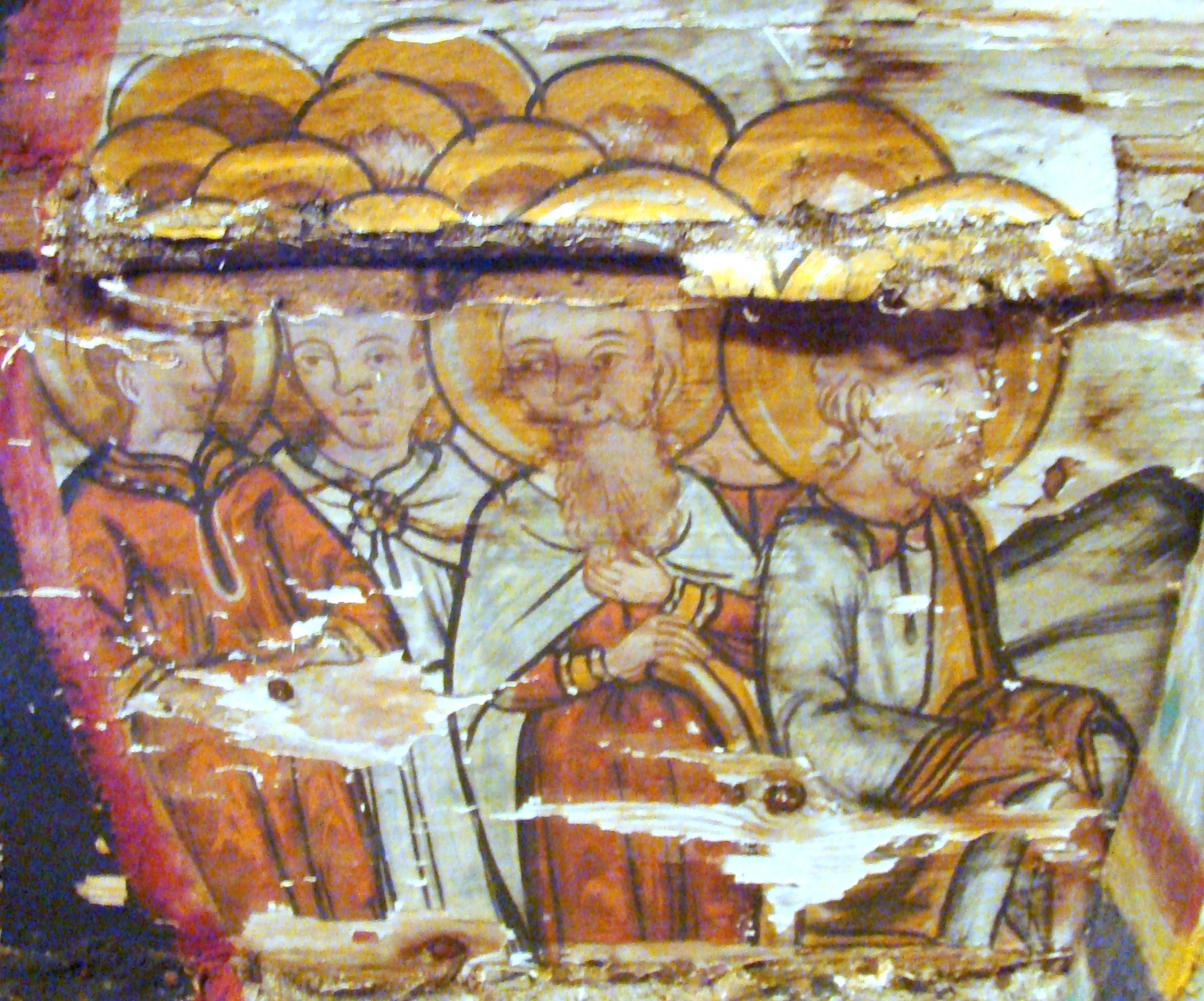
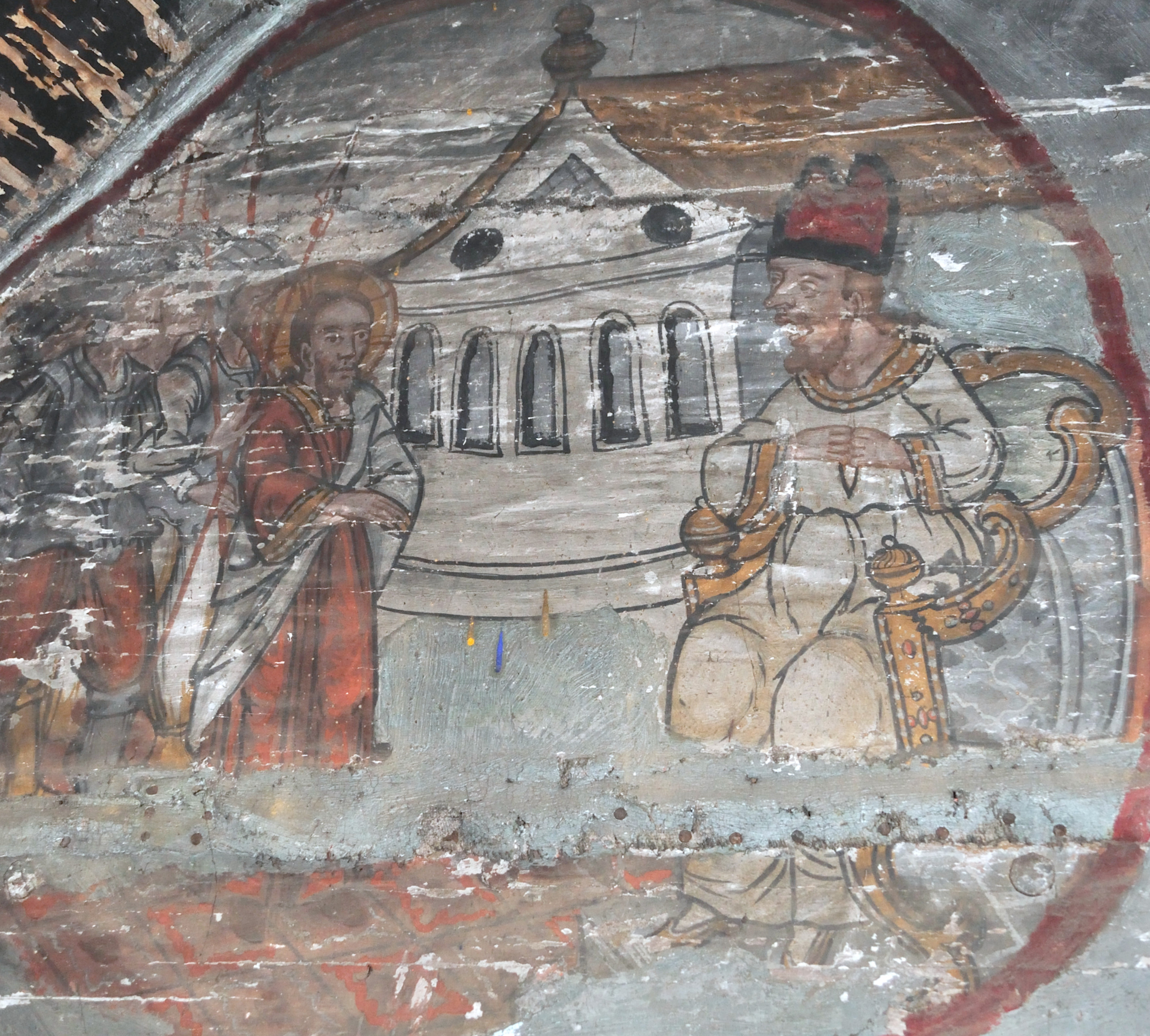
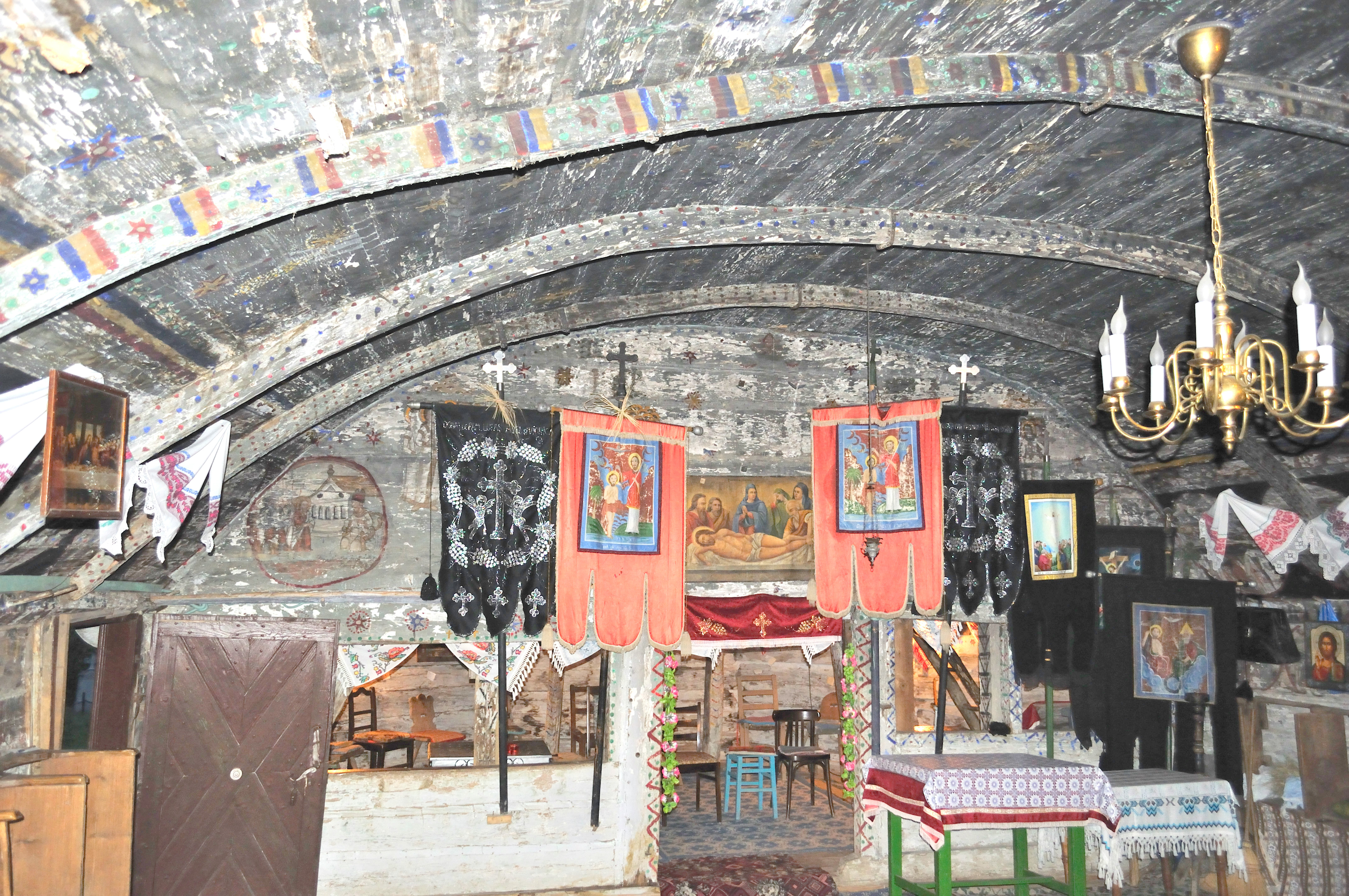

## Imagini din exterior

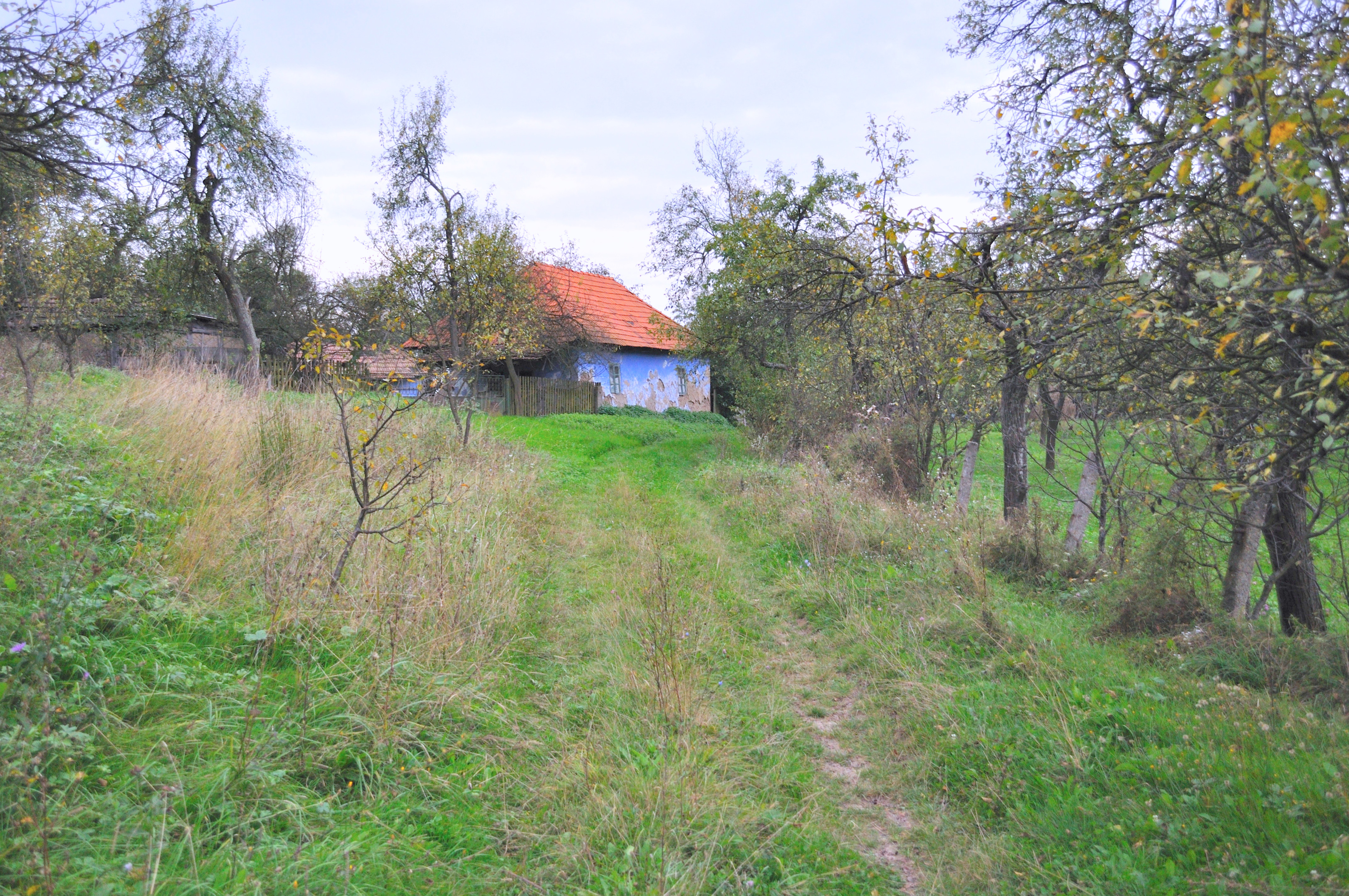
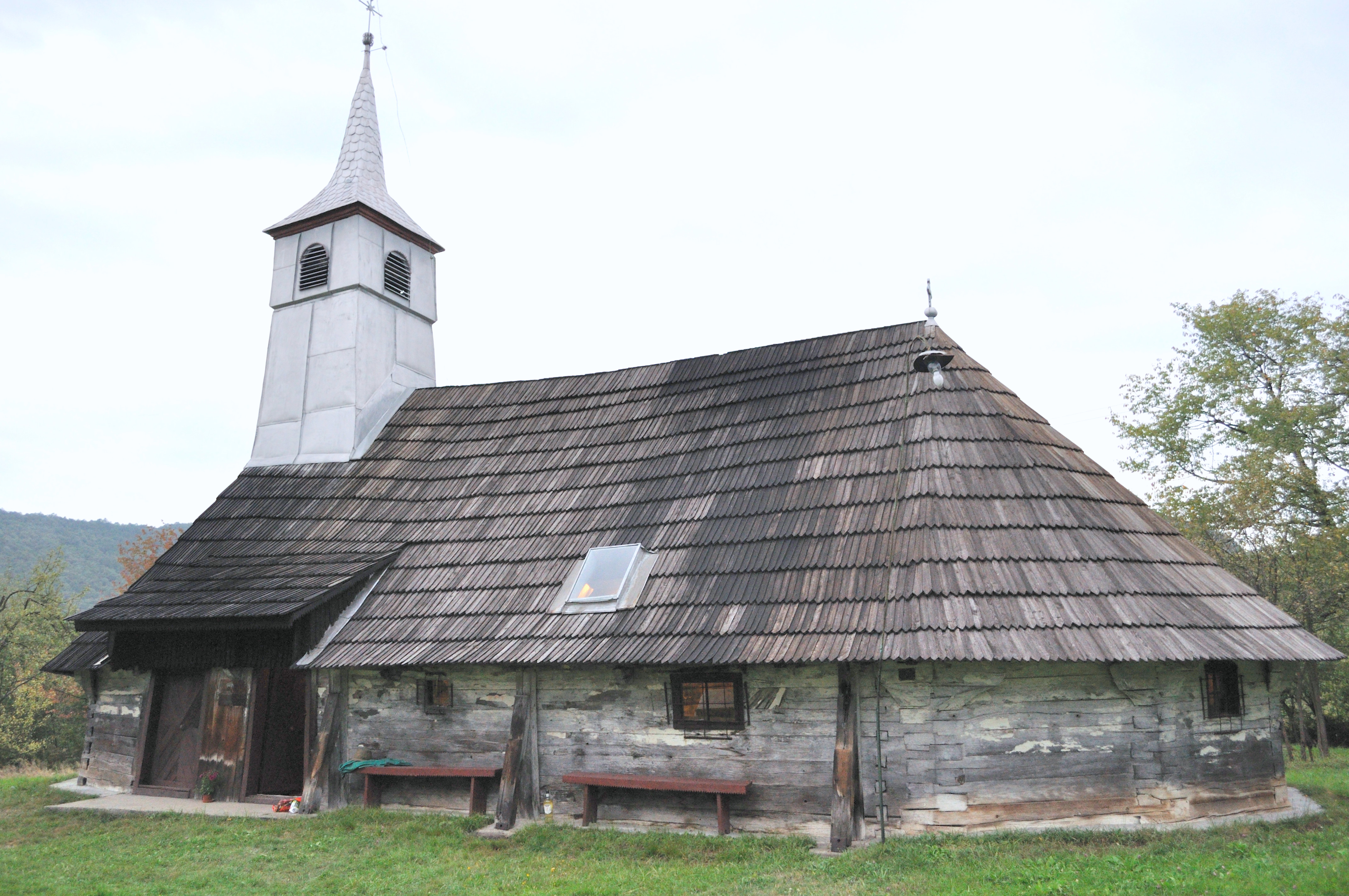
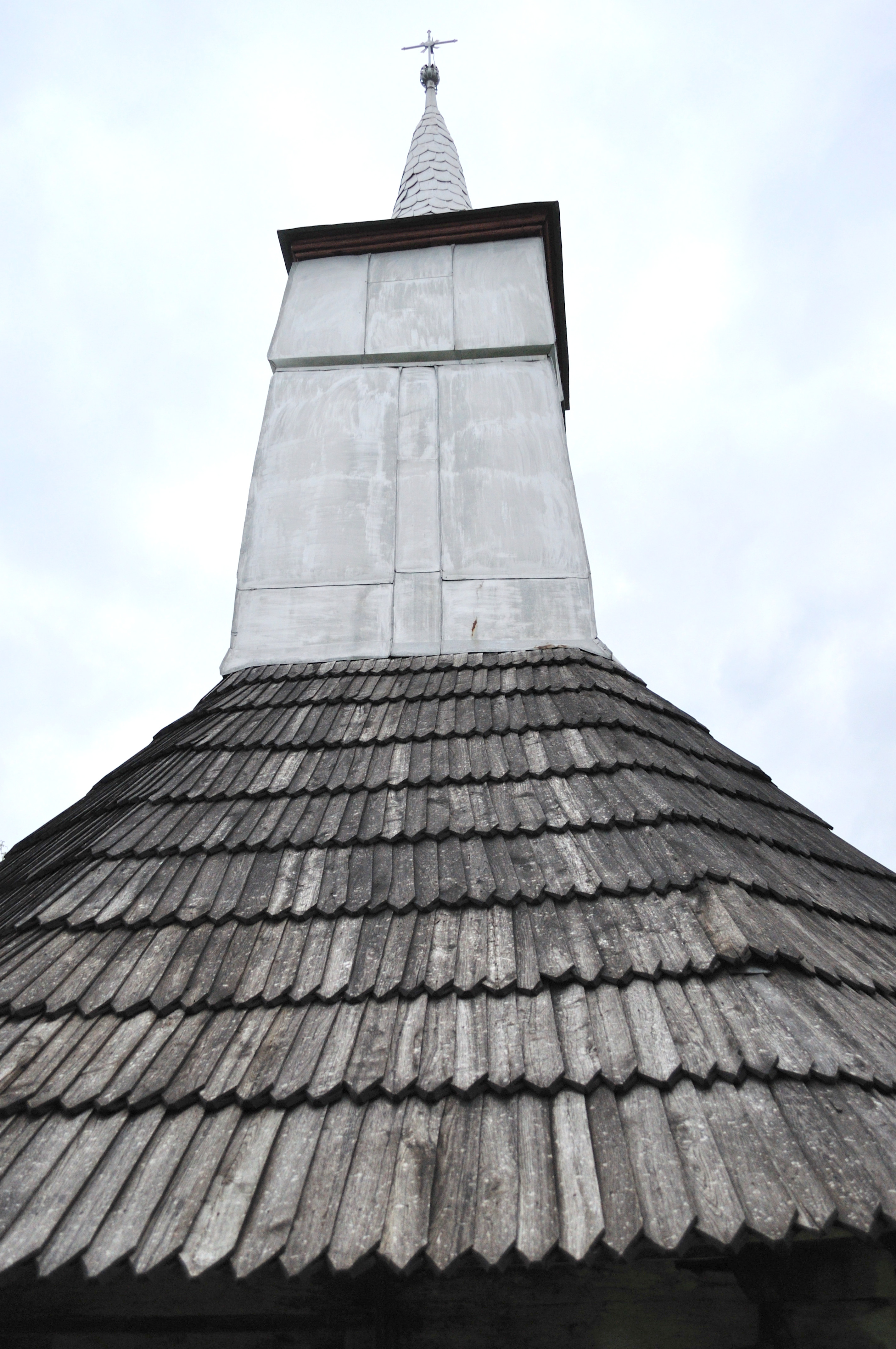
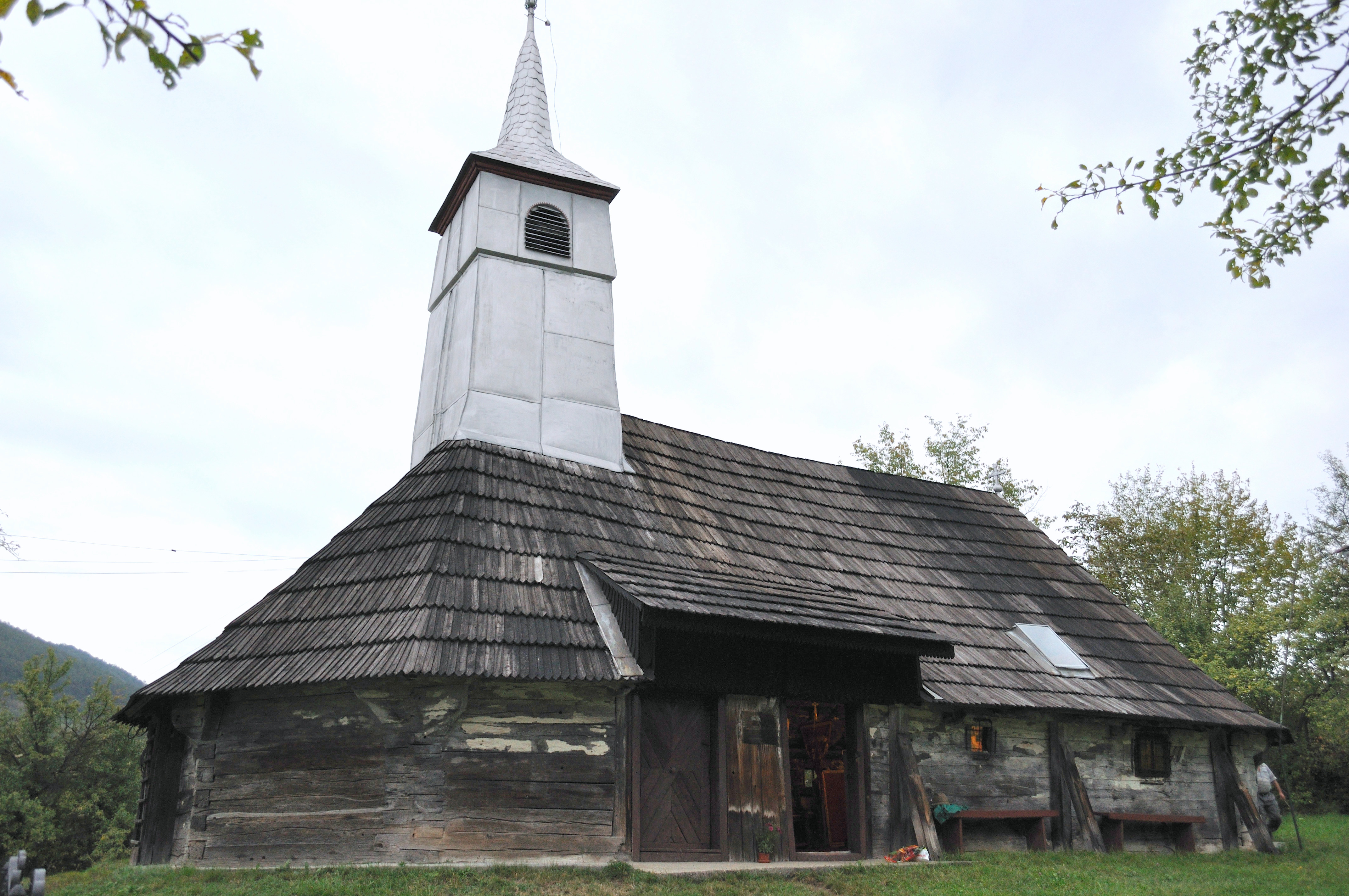
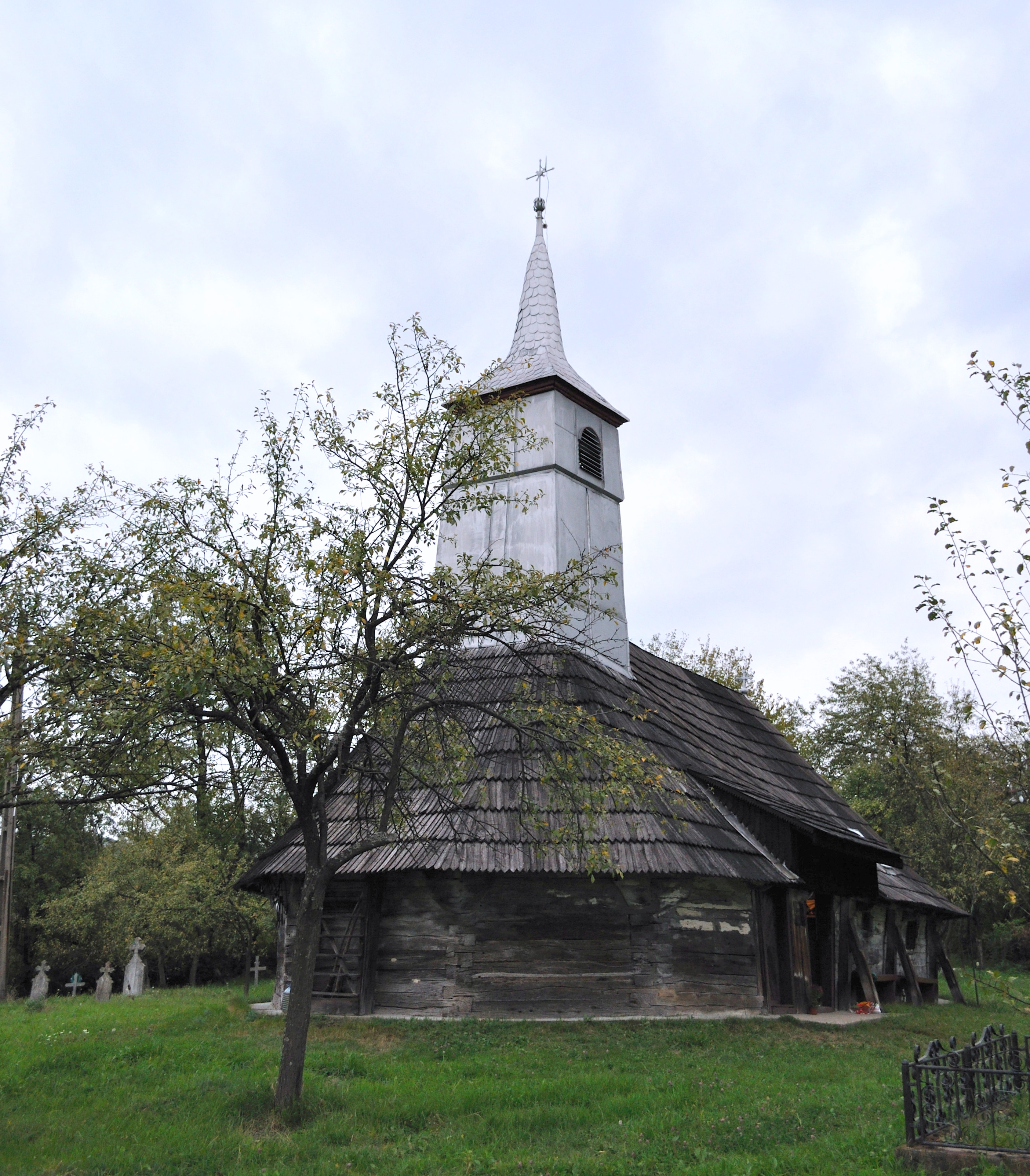
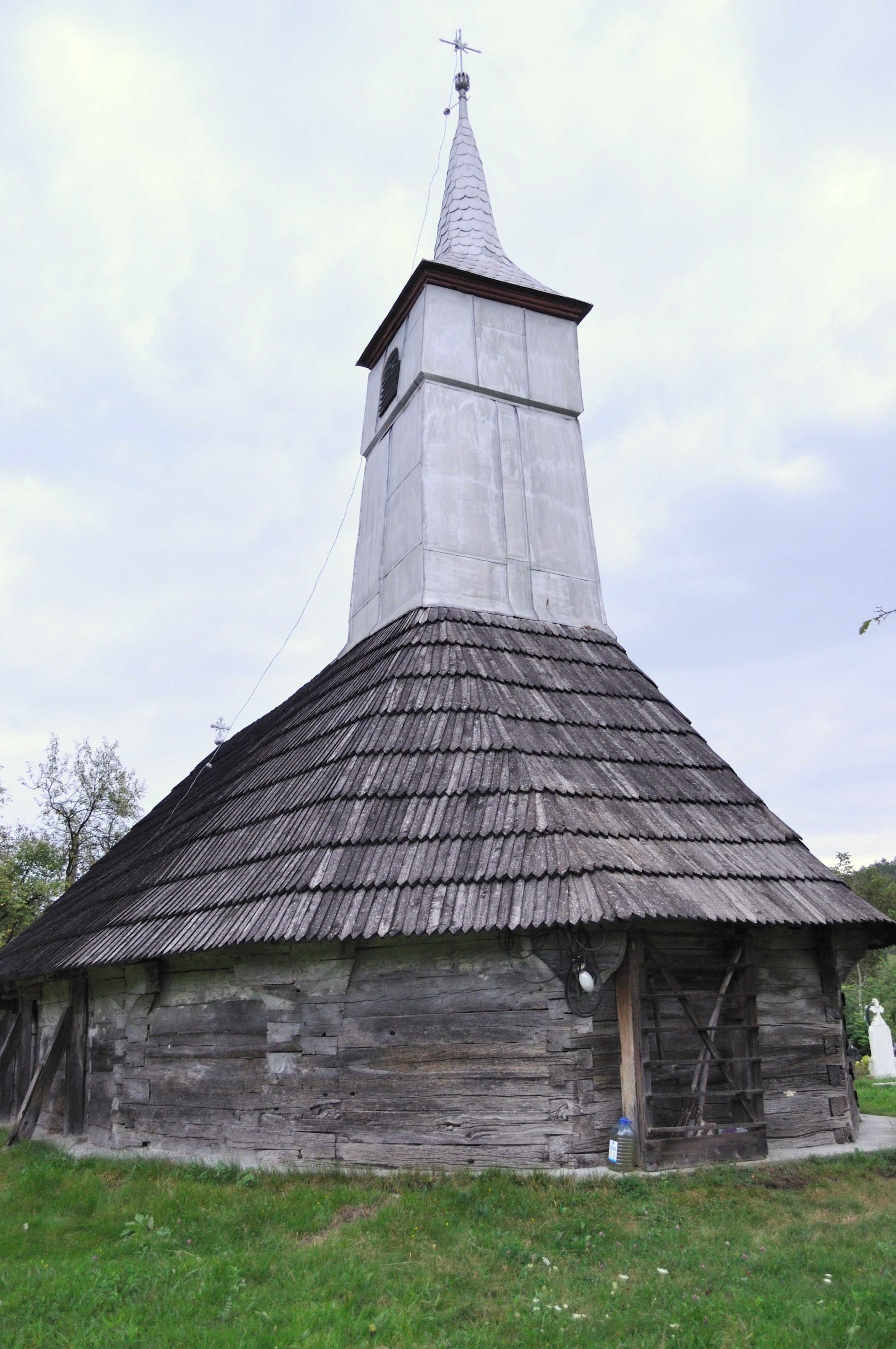
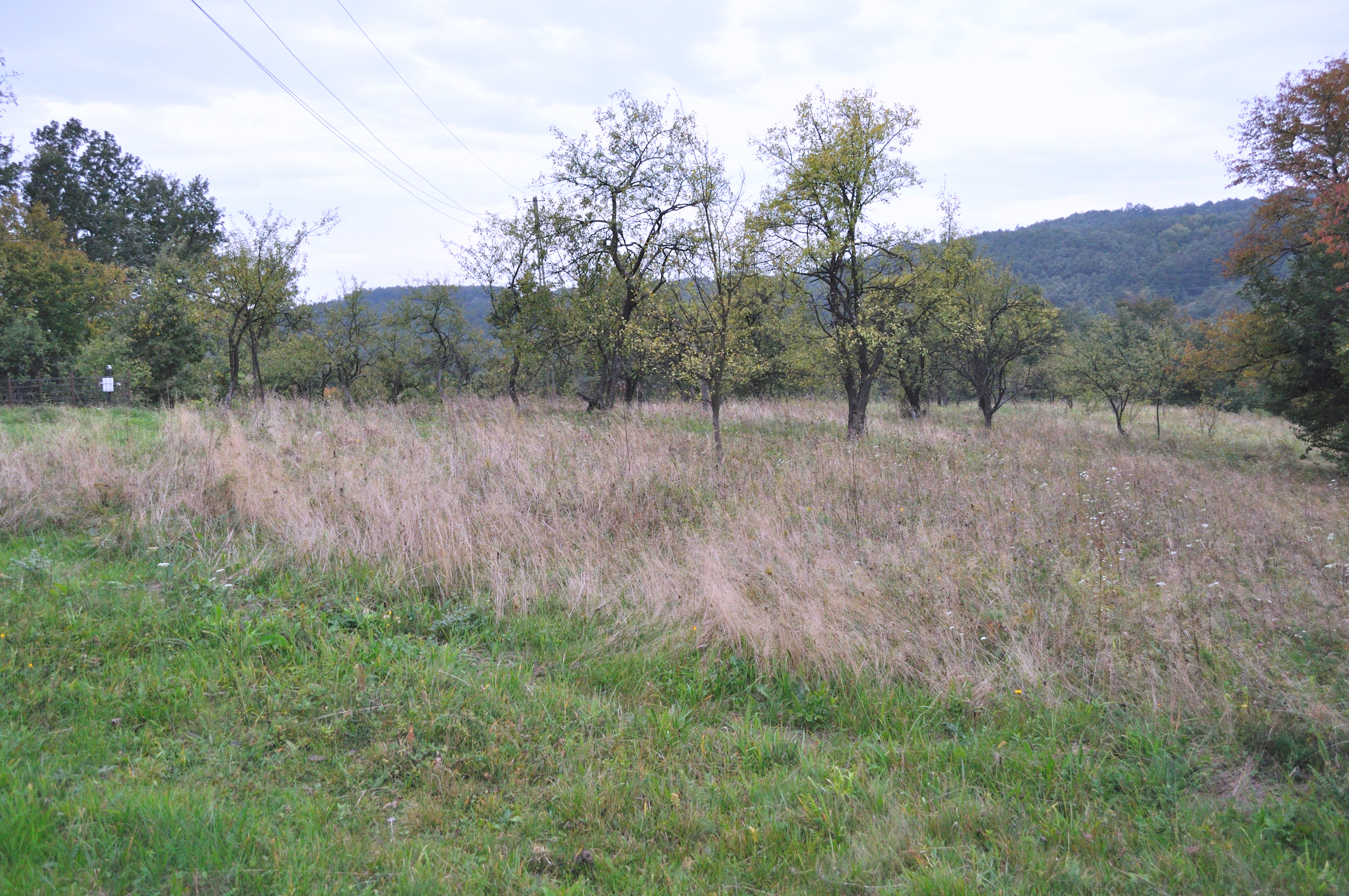
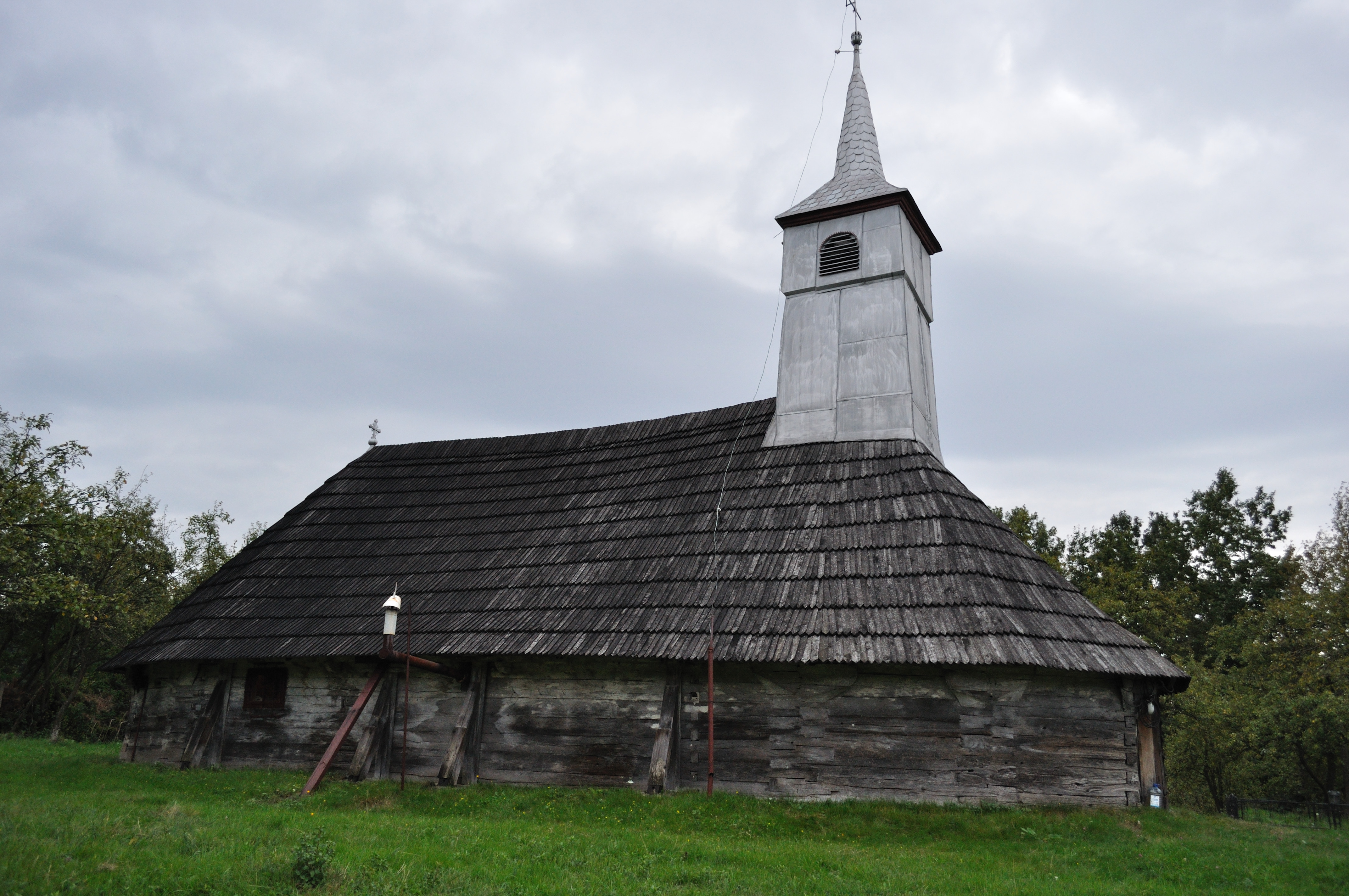
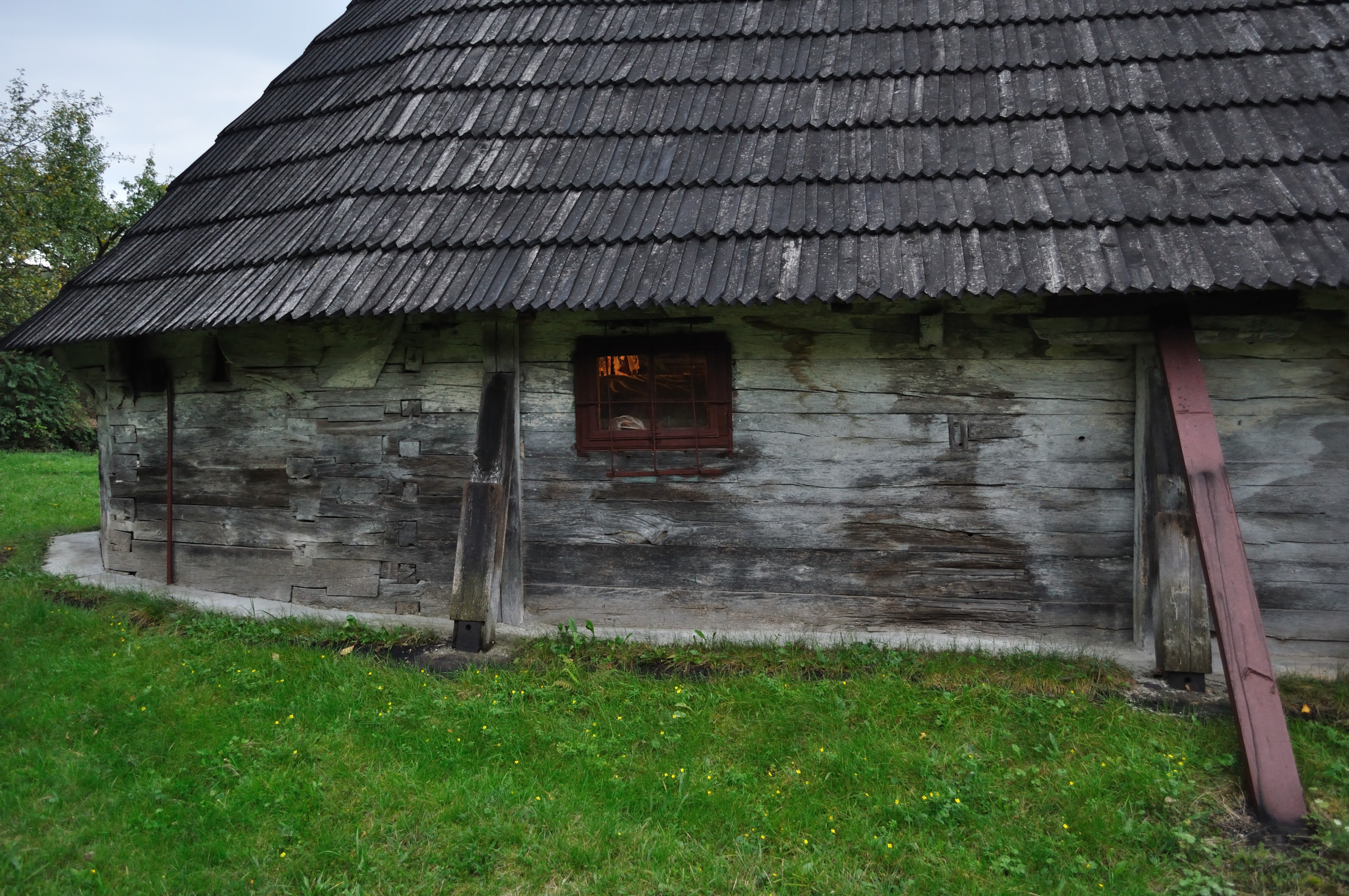
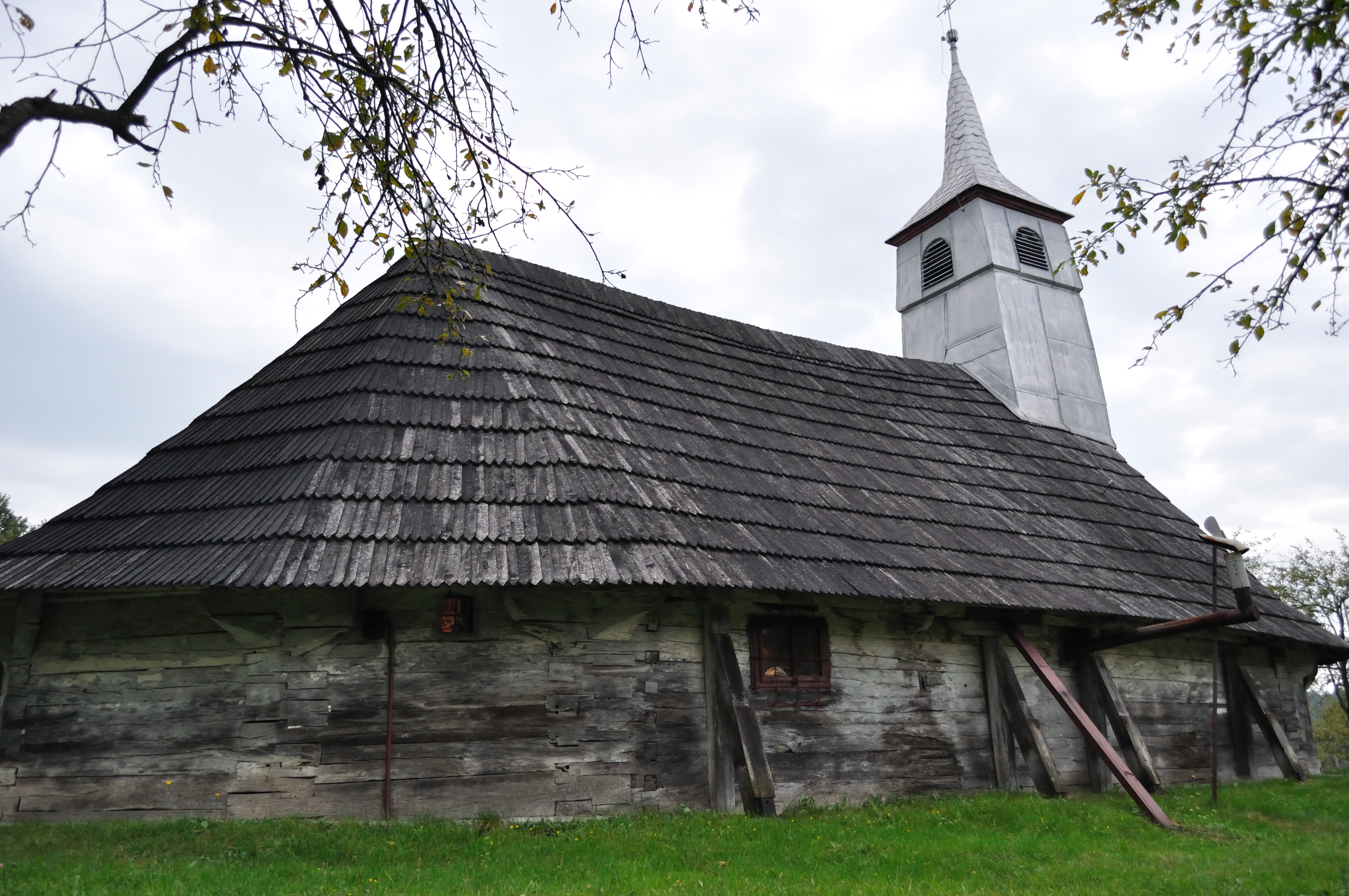
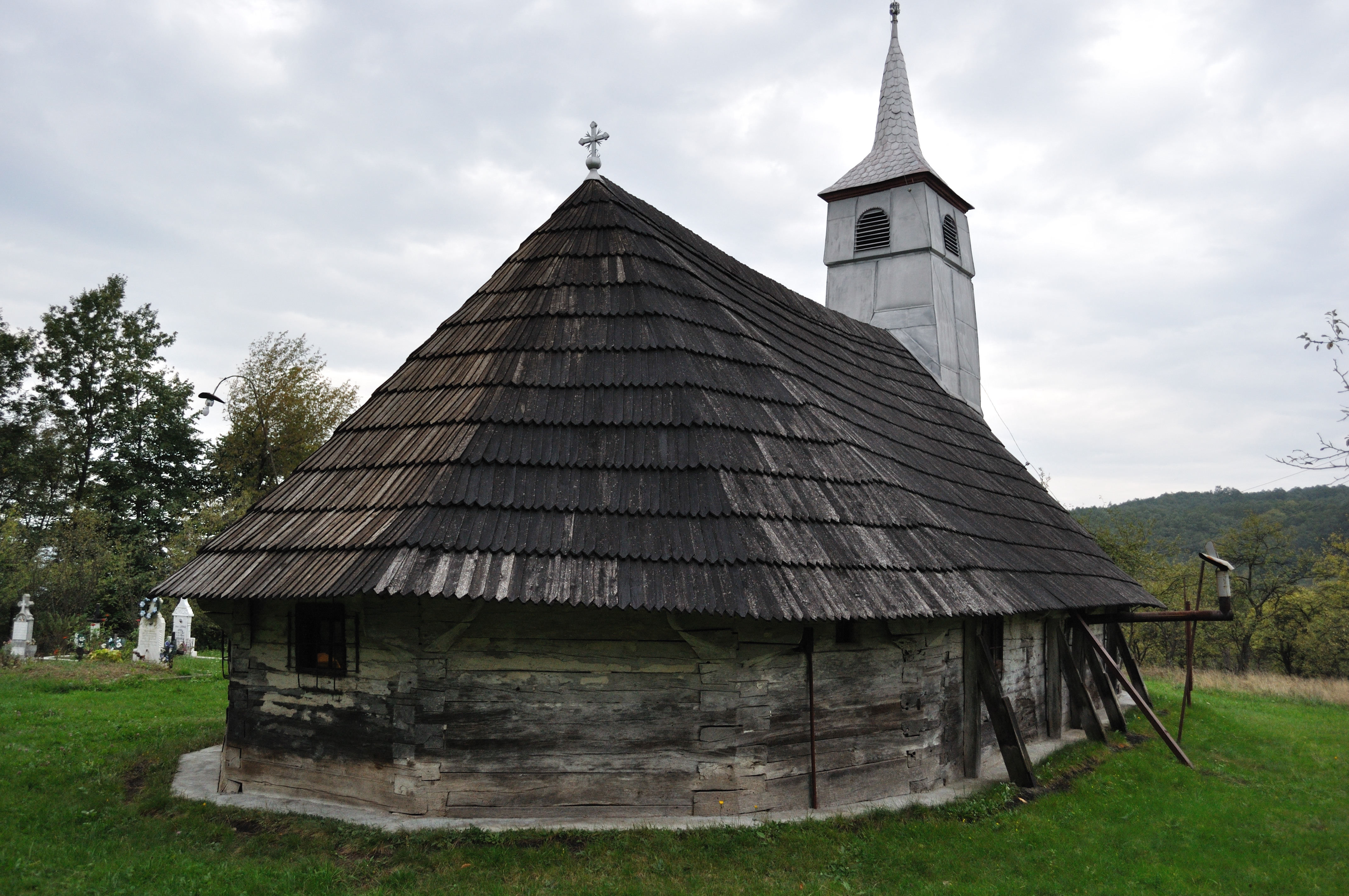
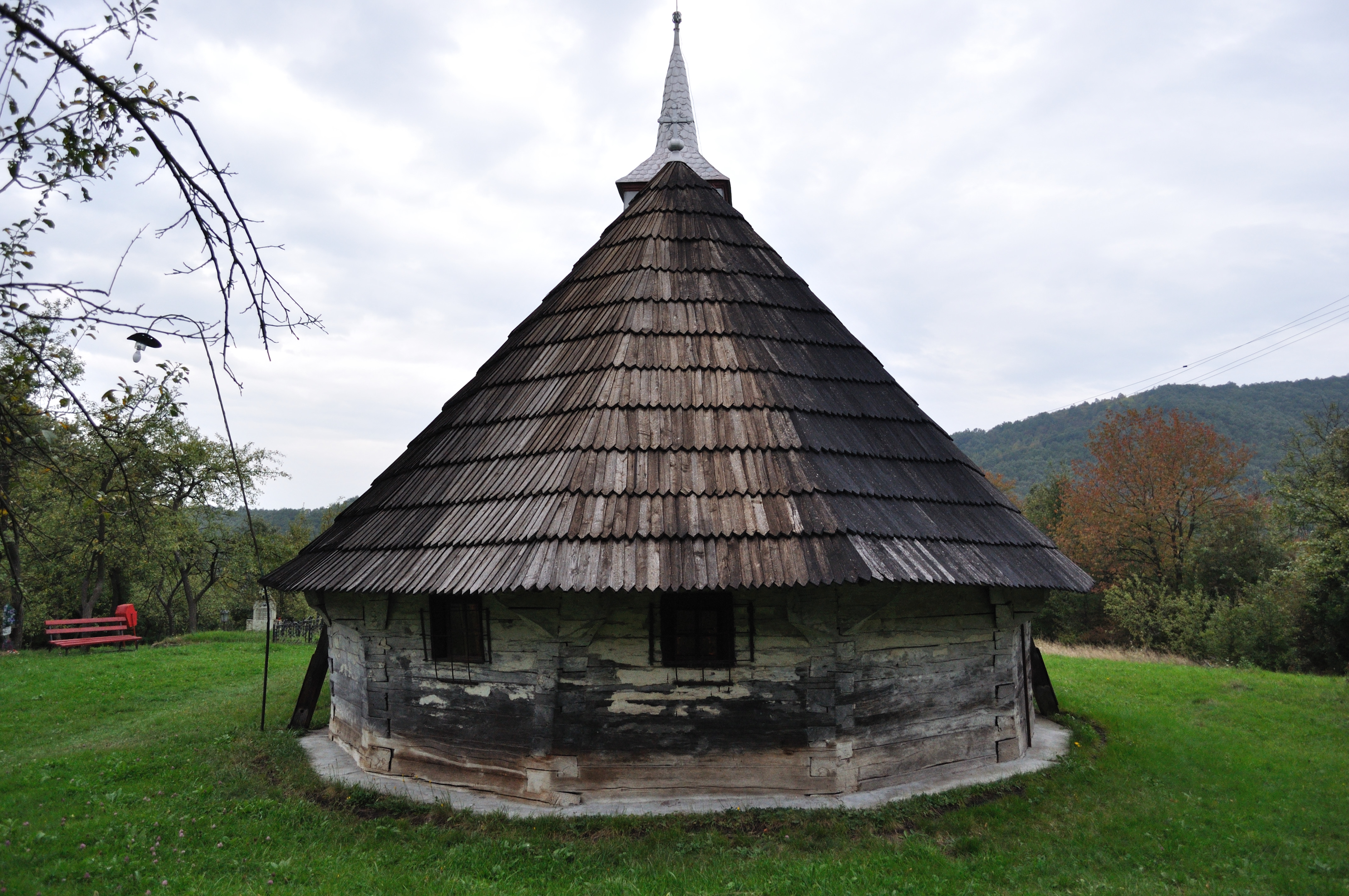
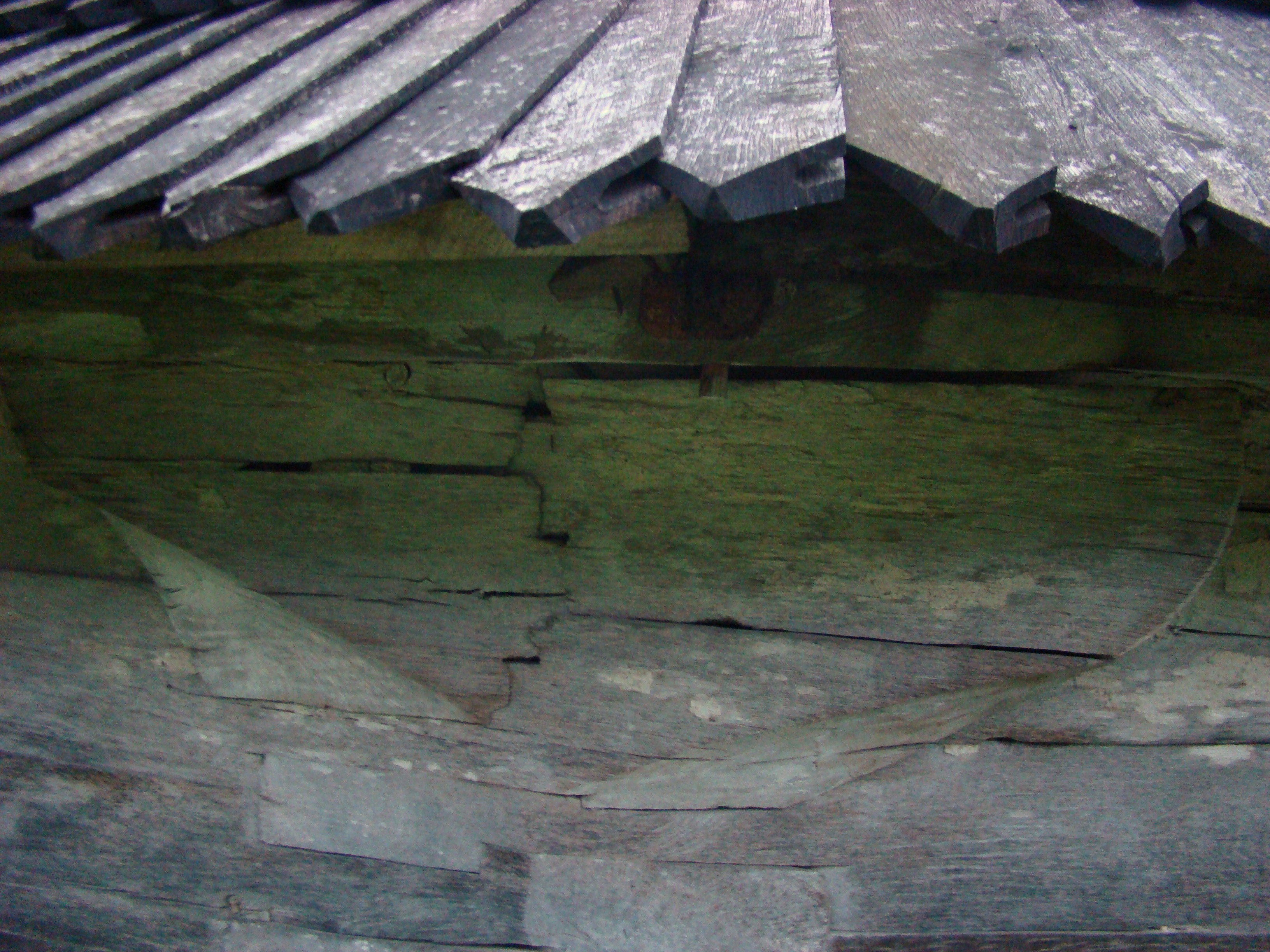
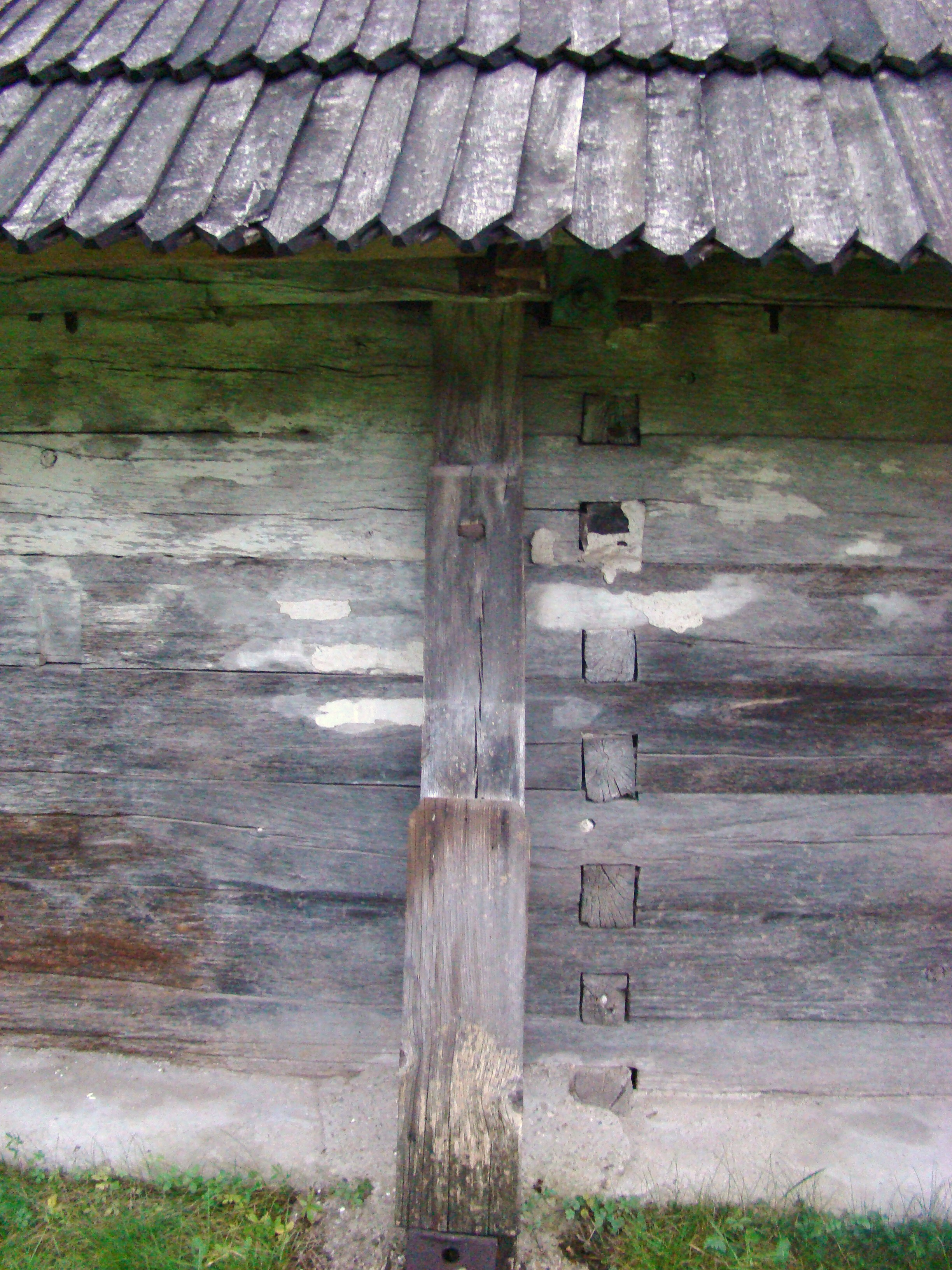
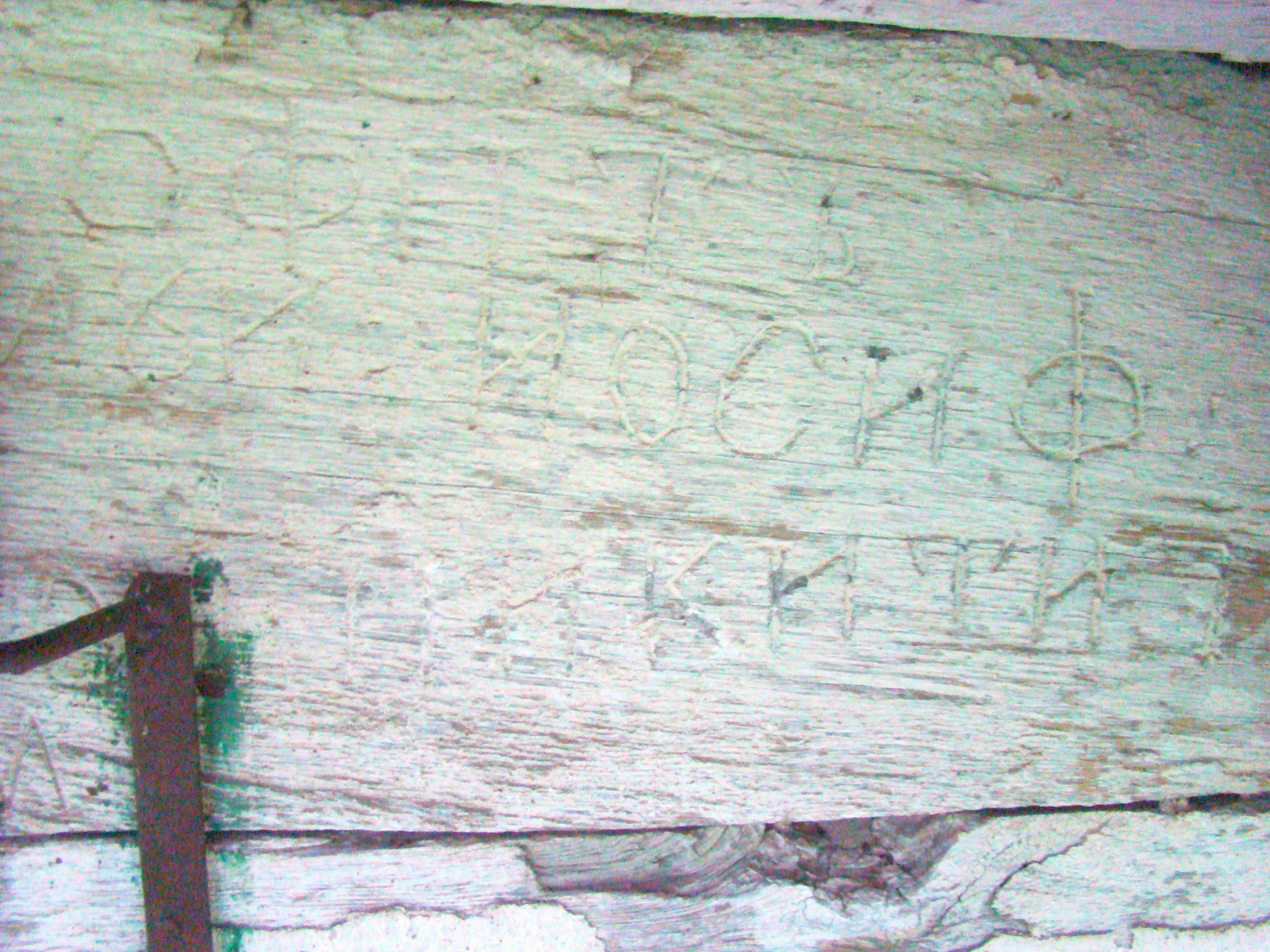
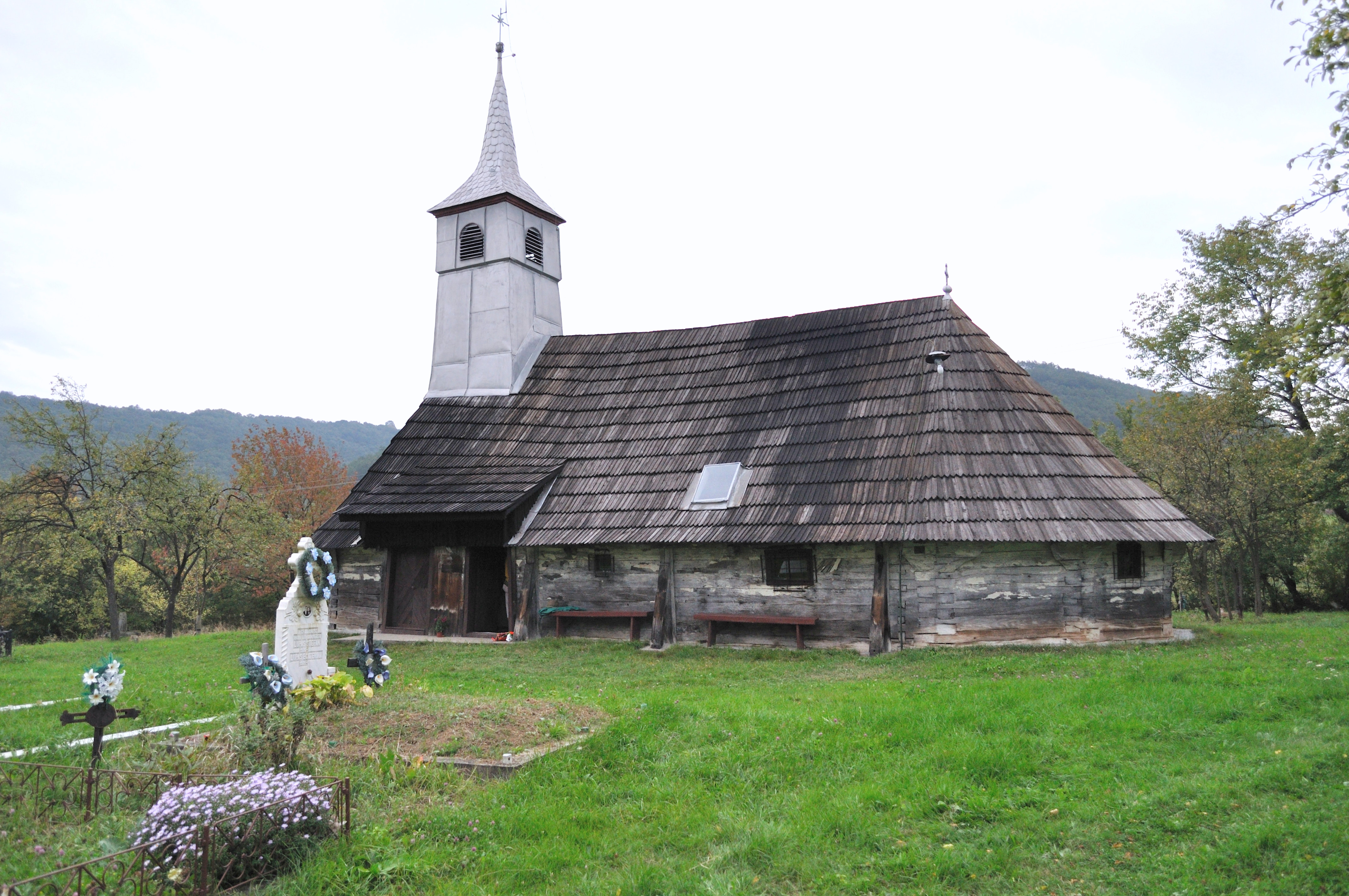
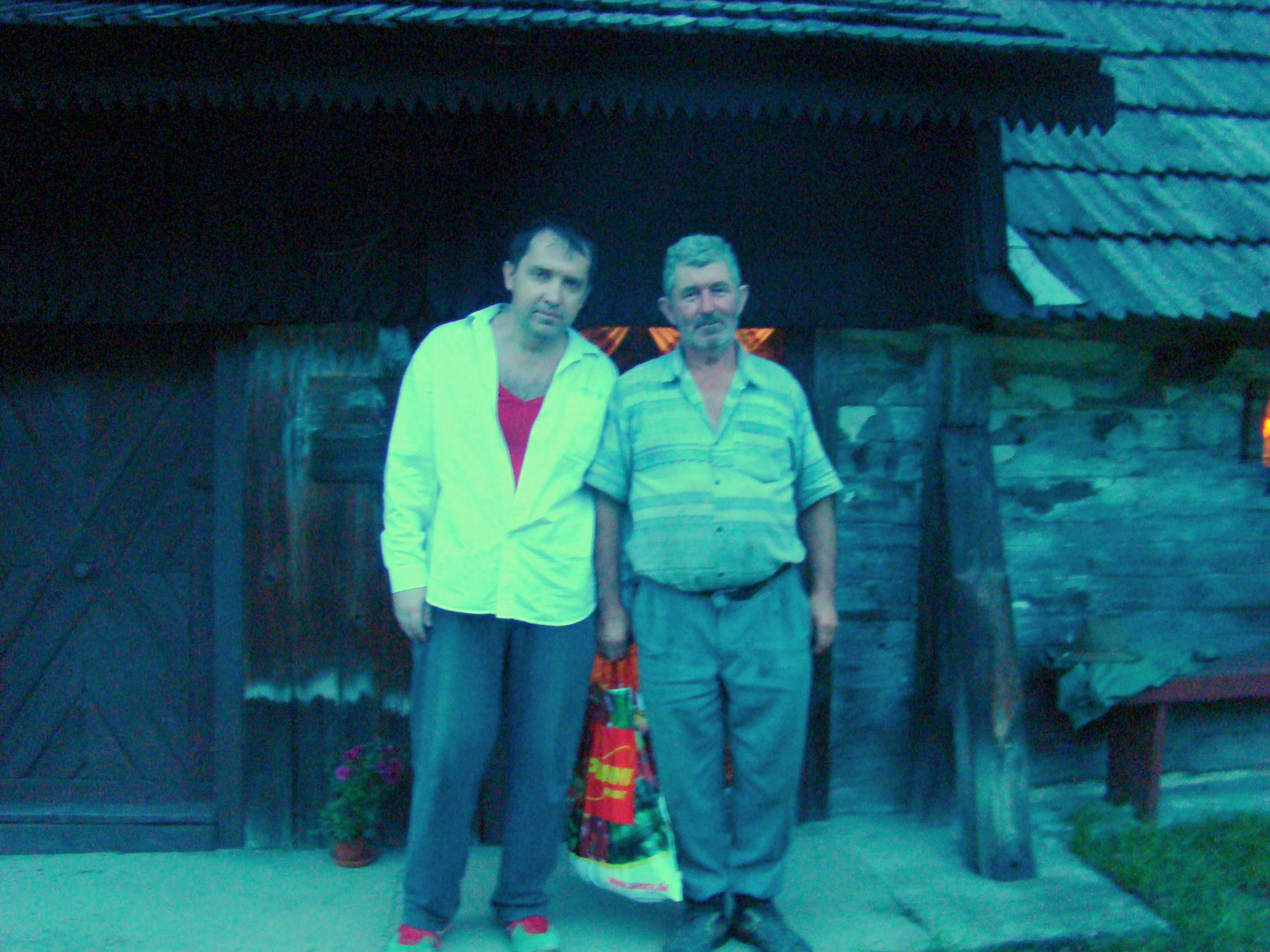
Crâsnicul (foto, dreapta)
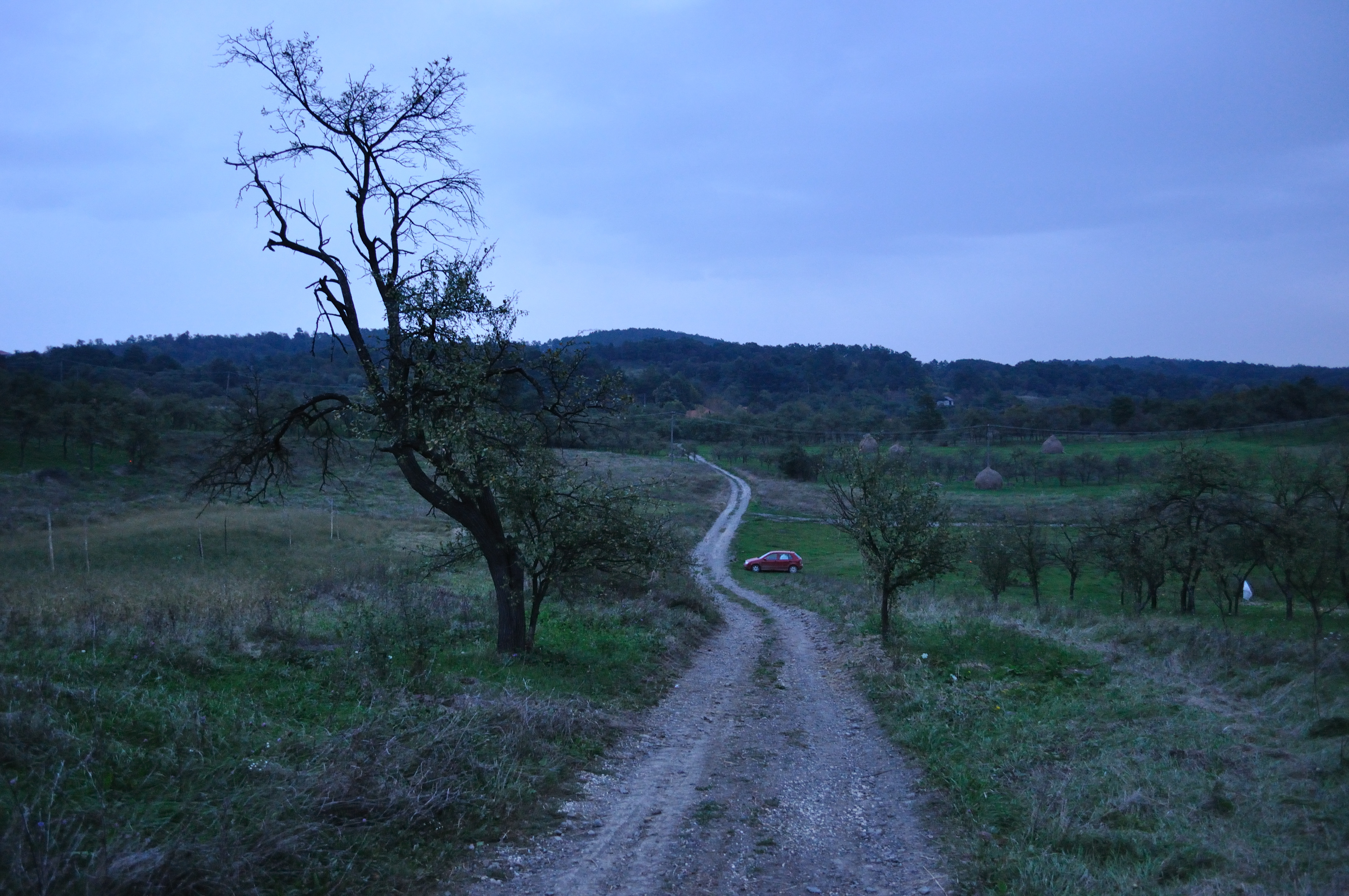